# Rue Raynouard
La rue Raynouard est une rue du 16e arrondissement de Paris.

## Situation et accès
La rue Raynouard parcourt 880 mètres de la place de Costa-Rica jusqu'à la place du Docteur-Hayem. Elle est en sens unique jusqu'au croisement avec l'avenue de Lamballe, puis en double sens jusqu'à son extrémité sud.

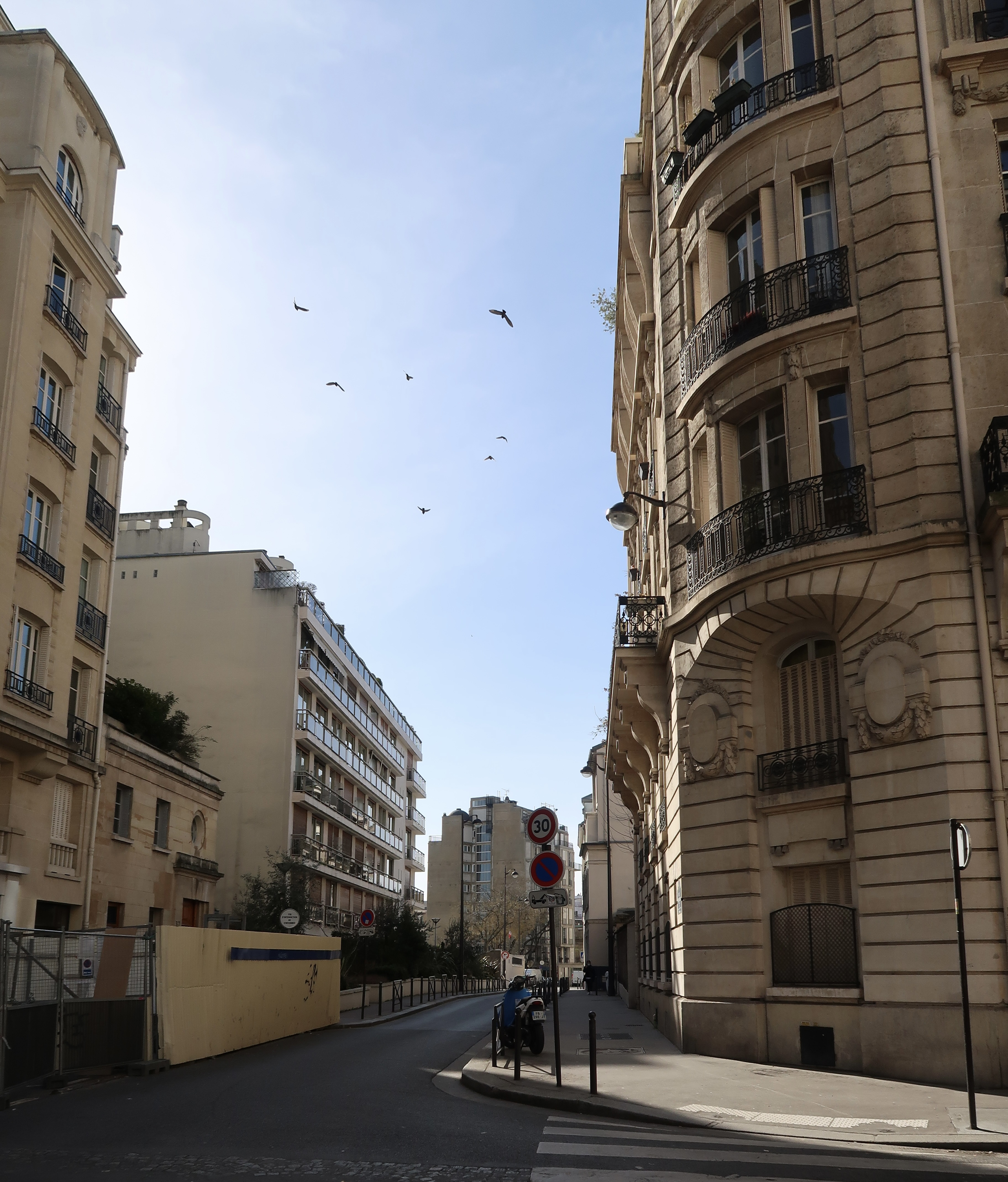
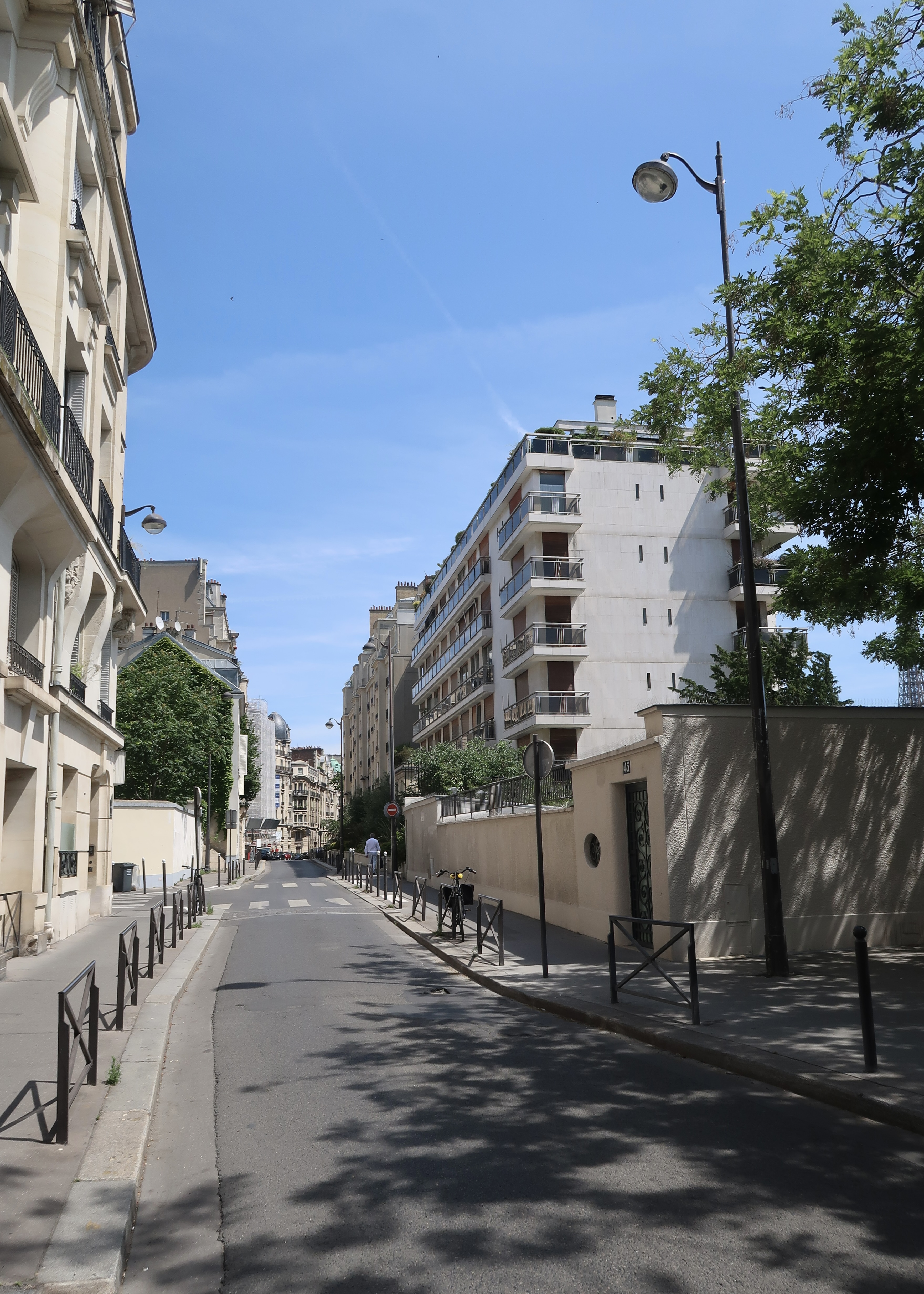

Les premiers numéros de la rue sont desservis par la ligne 6 à la station Passy. La gare de l'avenue du Président-Kennedy de la ligne C se situe à l’autre extrémité de la rue, du côté de la Maison de la Radio.
Cette rue étant à flanc de coteaux, plusieurs voies en descendent vers la Seine par des escaliers (rue des Eaux, avenue du Parc-de-Passy, etc.).

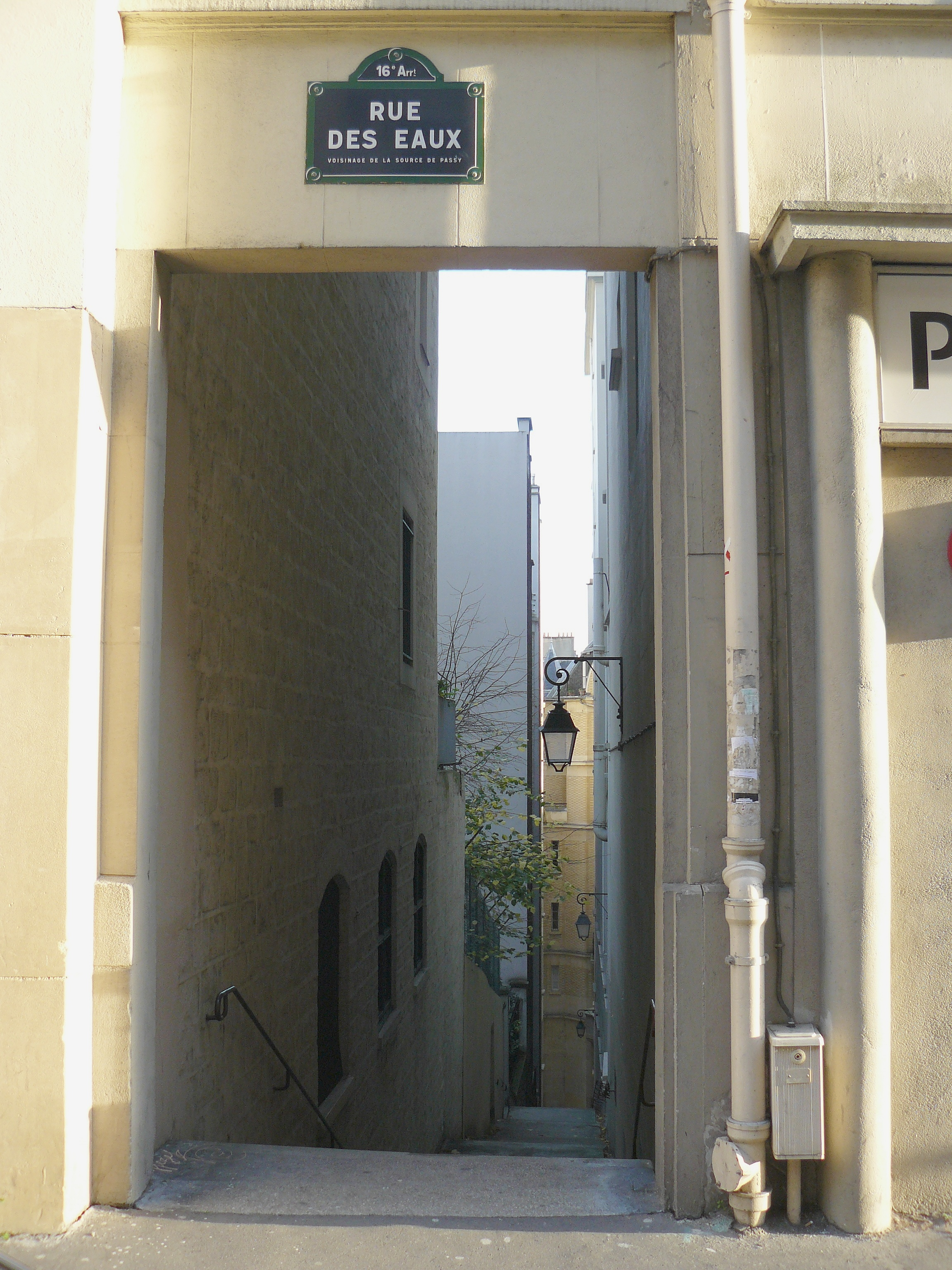
Rue des Eaux
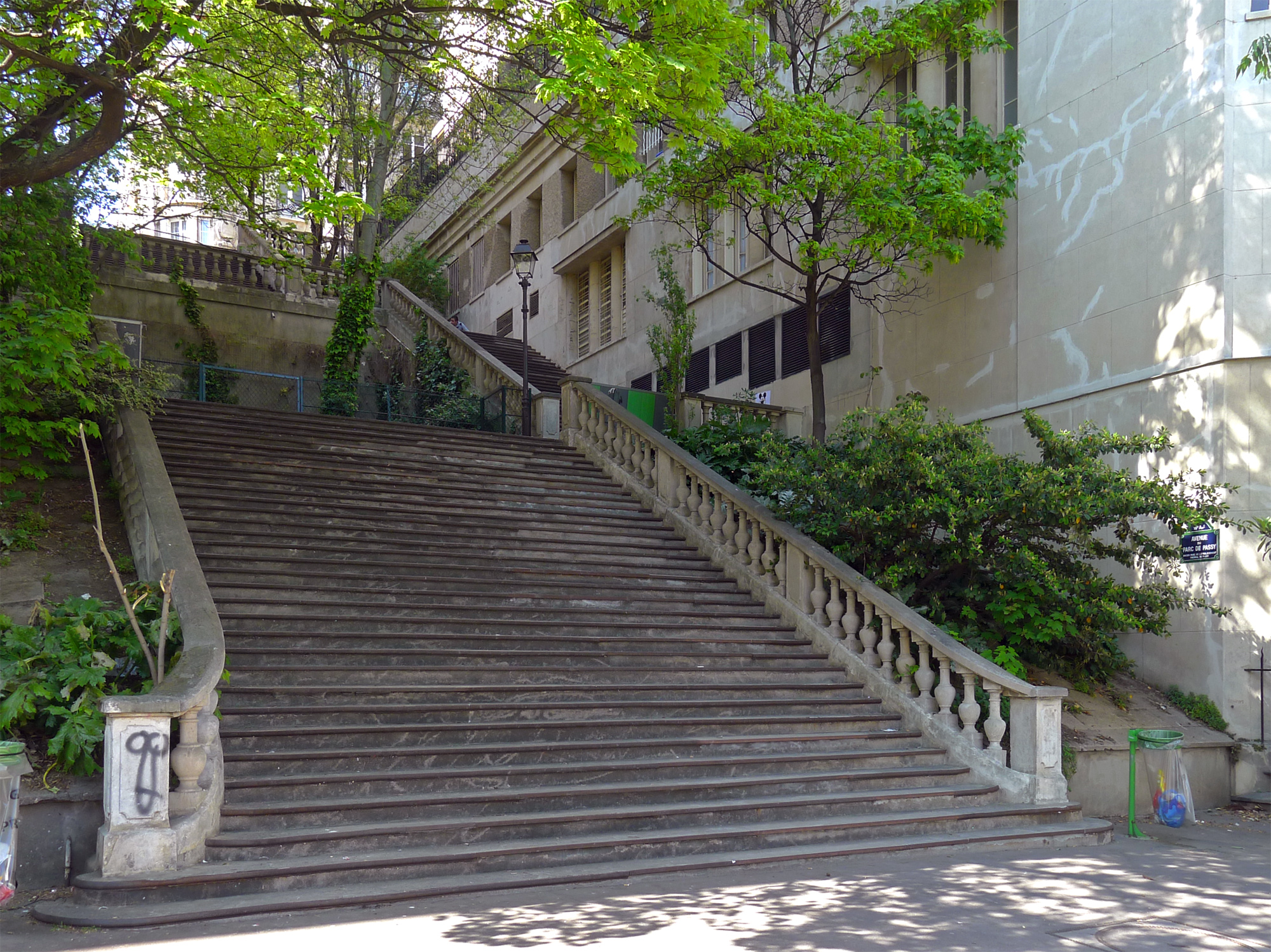
Avenue du Parc-de-Passy.

## Origine du nom

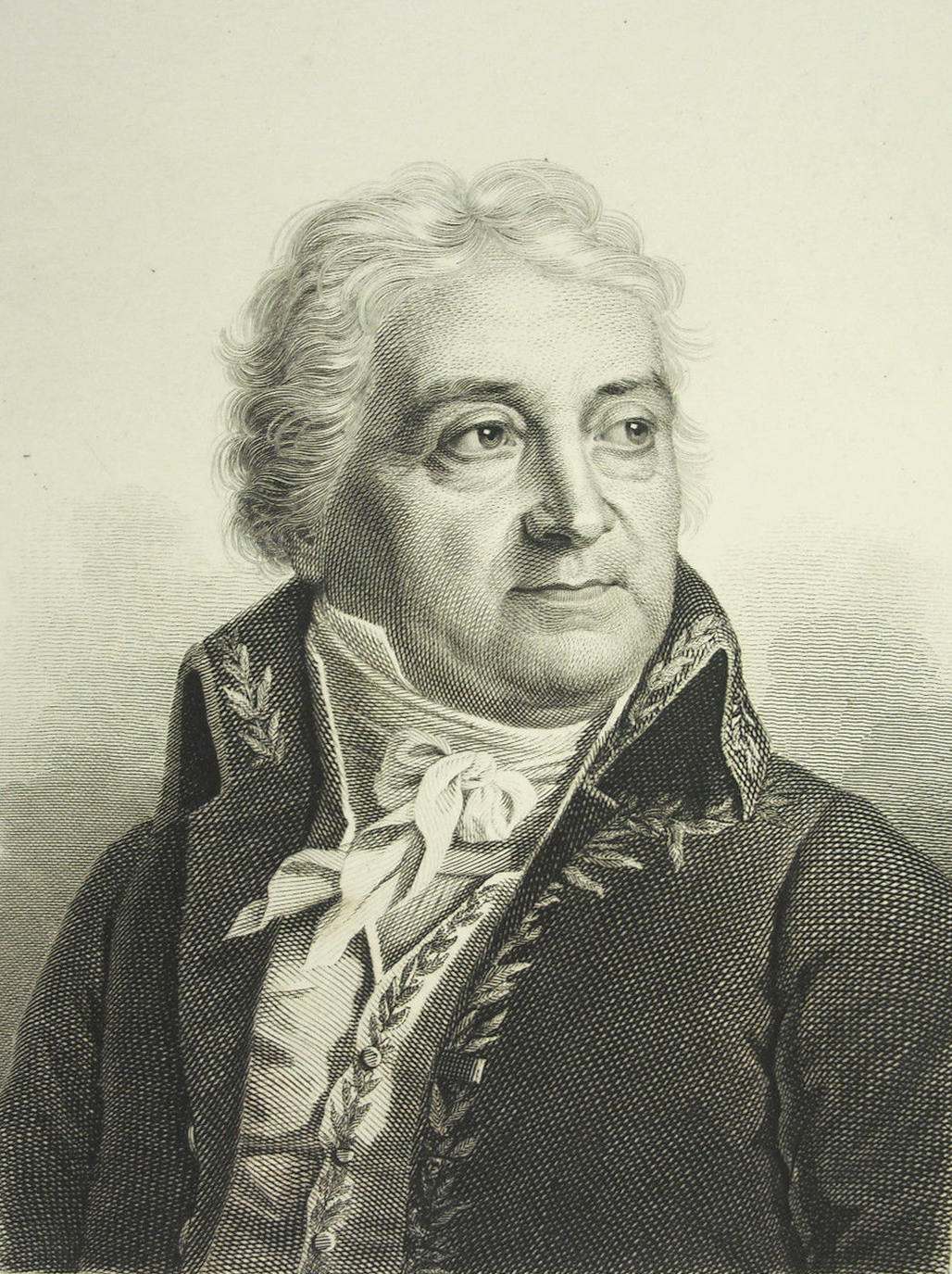
François Raynouard.

La rue Raynouard tient son nom de François Raynouard (1761-1836), écrivain et membre de l'Académie française, mort à Passy (Seine).

## Historique
La rue Raynouard est avec la rue de Passy la plus ancienne de l'ancien village de Passy, reliant la demeure seigneuriale (château de Passy) dont le domaine était situé entre la rue des Vignes et la rue des Tombereaux (rue de l'Annonciation) à celle d'Auteuil. Étant la plus importante jusqu'au XVIIe siècle, elle s'appelait  « Grande rue »  puis « rue Haute » avant de prendre au cours du XVIIIe siècle le nom de « rue Basse », qu'elle garde jusqu'en 1867, l'actuelle rue de Passy devenue la principale prenant le nom de « Grande rue ».
La voie s’est successivement appelée : Chemin de Passy à Paris (XVe siècle), rue qui conduit du monastère des Pères Minimes à la maison seigneuriale de Passy (1726), rue Haute, Grande-Rue, Ancienne Grande-Rue, Vieille-Rue, rue des francs-Bourgeois et rue Basse.  
Des plans de 1720 et 1730 montrent les parcs et jardins qui descendent vers la Seine et donnent le nom des propriétaires des 22 maisons entre la rue Raynouard et la rue Berton.
La vogue des eaux de Passy au XVIIIe siècle va attirer des écrivains et artistes. De grandes propriétés se construisent le long de la rue : le château de Boulainvilliers succédant au château de Passy ; hôtel de Valentinois (à l'angle de l'actuelle avenue du Colonel-Bonnet).
Des arrêtés, de 1803 et 1839, interdisent la circulation des véhicules attelés de plus d’un cheval afin de ne pas ébranler les maisons construites, pour la plupart, sur d’anciennes carrières.
Après la Révolution, les anciennes demeures aristocratiques sont mal entretenues, leurs parcs sont vendus et lotis (domaine de Boulainvilliers en 1827, parc de l'hôtel de Valentinois en 1836).
Au début du XIXe siècle, Benjamin Delessert et ses frères François et Gabriel construisent leurs hôtels particuliers aux nos 19 à 21 et exploitent des usines (raffinerie de sucre et filature de coton) entre la rue Raynouard, la rue des Eaux et l'emplacement de l'actuel square Alboni, jusqu'au quai. Gabriel est maire de Passy de 1830 à 1834.
Benjamin Delessert fait construire vers 1824 le premier pont suspendu en France, passerelle piétonnière reliant son hôtel particulier à son usine, enjambant le ravin à l'emplacement de l'actuelle rue de l'Alboni.
La rue surplombe le parc thermal, prospère au XVIIIe siècle, situé entre la rue des Eaux et la rue d'Ankara.
Les thermes fermés à la Révolution sont rouverts par Benjamin Delessert après son acquisition des terrains du parc mais cette activité périclite et disparaît en 1868. L'industriel fait construire des chalets en 1844 en bordure de la rue Raynouard, dans ce parc qui sera nommé « parc Delessert » jusqu'au début du XXe siècle.
Après l’annexion de Passy par la ville de Paris, par la loi du 16 juin 1859, la voie est incorporée officiellement à la voirie parisienne en 1863.
Elle prend sa dénomination actuelle par un décret du 27 février 1867.
Jusqu'au début du XXe siècle, la rue était bordée de maisons basses.

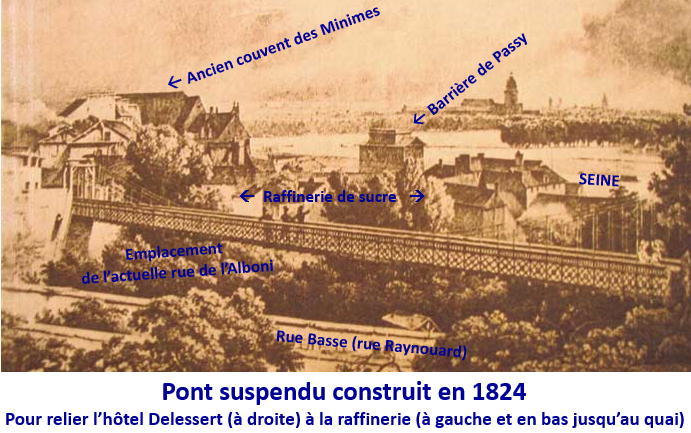
Pont suspendu Delessert.
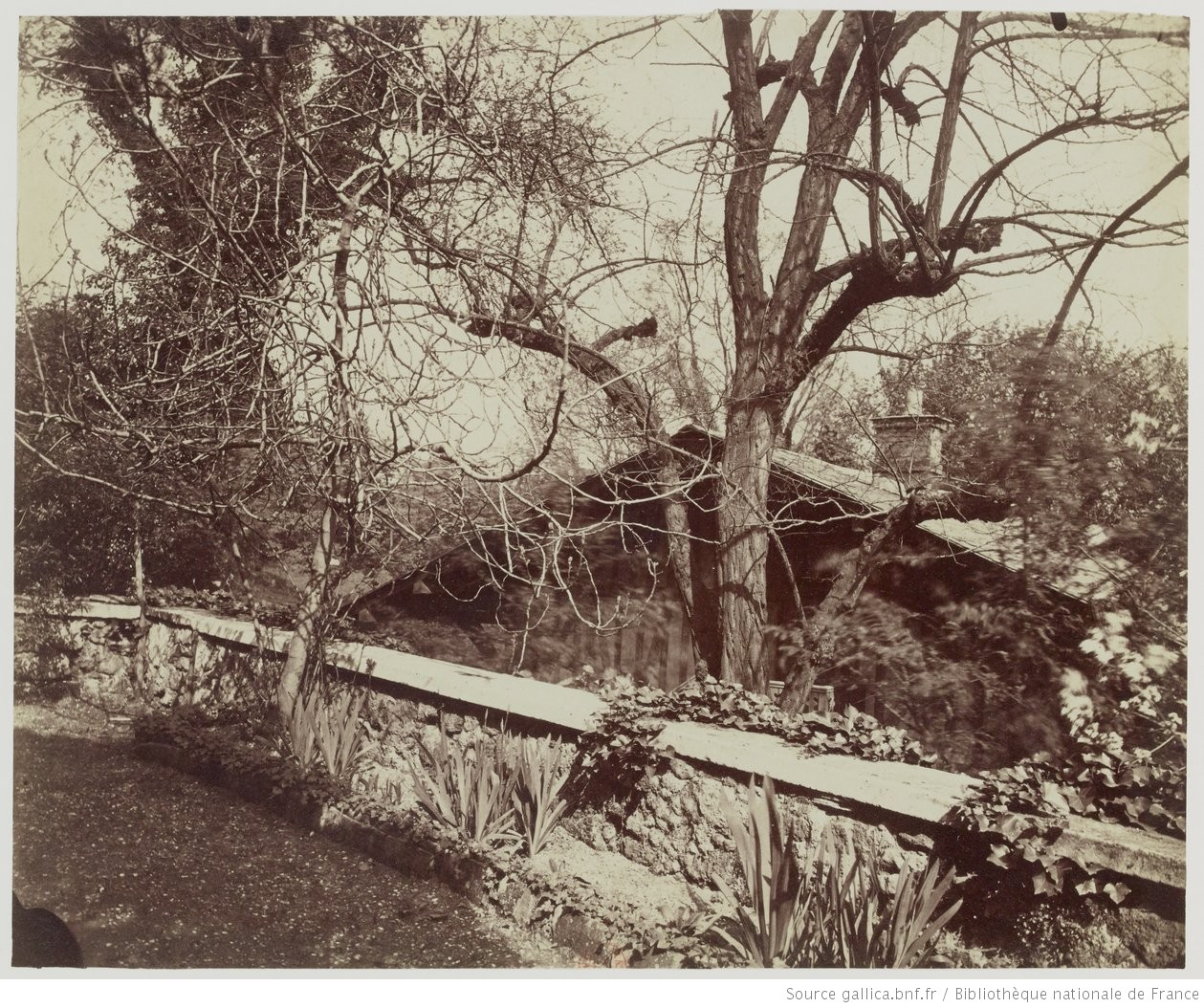
Un des chalets du parc Delessert vu de la rue Raynouard avant 1900.
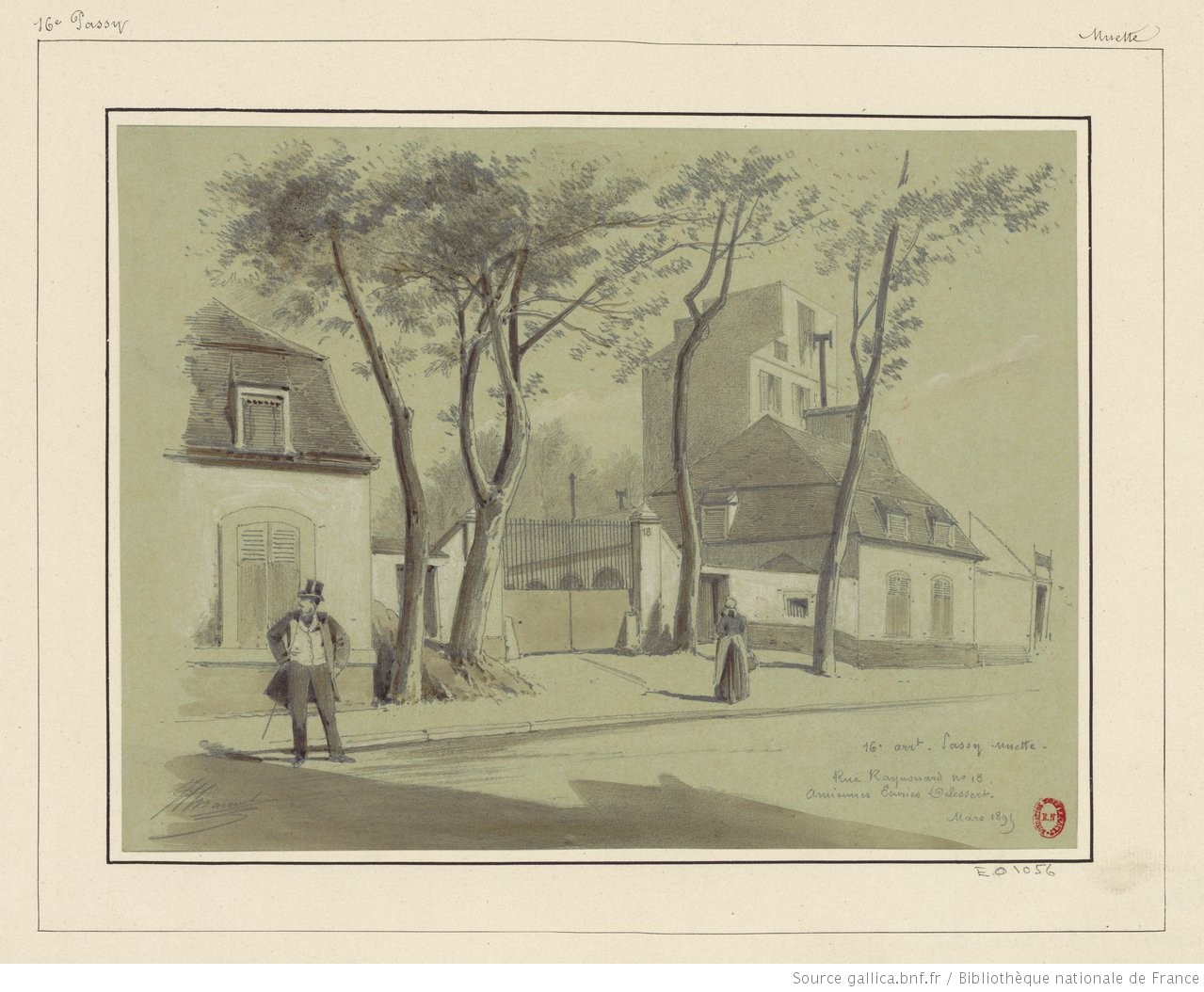
Anciennes écuries rue Delessert en 1884 (dessin de Jules-Adolphe Chauvet).
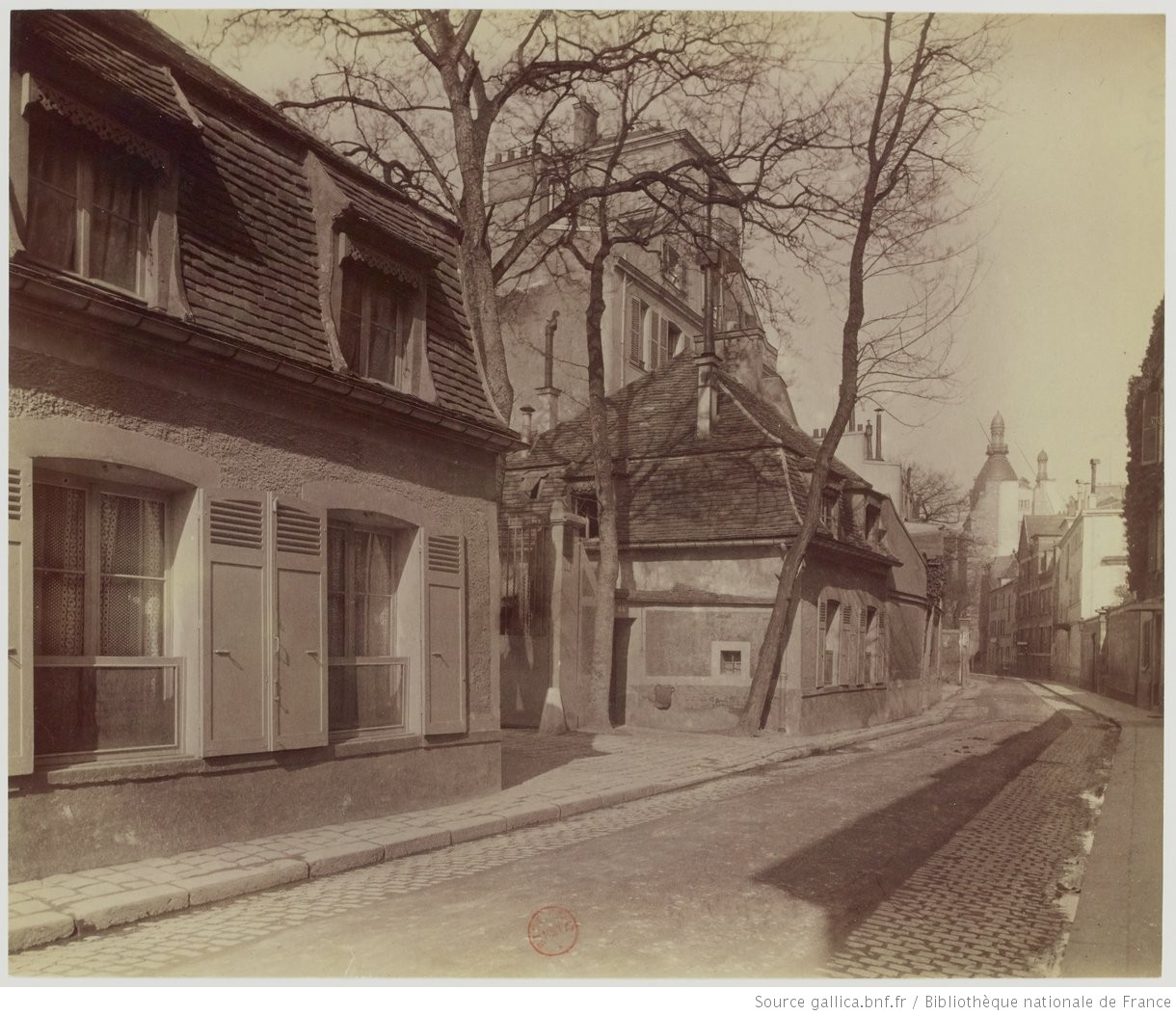
Même vue en 1901 (photographie d'Eugène Atget).

Avant la guerre de 1914, les architectes, les entrepreneurs et la ville de Paris décident de reconstruire la rue. Les immeubles néo-haussmaniens en bordure du square Alboni sont édifiés vers 1900, ceux entre la rue Singer et la rue des Vignes vers 1910, après le départ de l'école des Frères des écoles chrétiennes, ceux de la partie nord côté pair aux appartements spacieux de 1909 à 1914 puis ceux majestueux du côté impair, qui nécessitent des travaux de confortement préalables en bordure du parc, entre 1932 et 1934 après l'immeuble construit par Auguste Perret de 1928 à 1932 aux nos 51-55. De ce côté, l'immeuble des nos 19-21 édifié vers 1952 est le plus récent.
Au cours de la première moitié du XXe siècle, la population de la rue Raynouard était très cosmopolite, avec de nombreux étrangers originaires d'Amérique du Nord et du Sud, d'Angleterre, de Russie, d'Europe centrale. Les artistes et professeurs de musique étaient également nombreux et la population représentait encore une relative mixité sociale avec des employés, des vendeurs mais déjà un grand nombre de membres de professions libérales.
Le 17 février 1978, dans l’après-midi, trois explosions se succèdent dans la rue Raynouard ou à proximité immédiate en l’espace d’une quarantaine de minutes. Plusieurs immeubles sont soufflés ou gravement endommagés, et notamment celui situé à l’angle de l’avenue du Colonel-Bonnet. Le bilan humain est lourd : 12 morts et 60 blessés. À la suite de ces explosions, dues au gaz, un millier d’habitants sont relogés dans des hôtels de la capitale et ne retrouvent leur domicile que trois jours plus tard.

## La rue auXXesiècle
Assez peu d'immeubles ont été construits après les années 1930. La Maison de la Radio est la plus remarquable des constructions récentes.
La majorité des immeubles datent de la période de 1900 au début des années 1950.
Contrairement à la rue de Passy et à la rue de l'Annonciation, la rue Raynouard, qui ne comprend pratiquement ni commerce, ni service, est surtout un axe de circulation automobile assez peu animé en dehors des heures de sortie du lycée Saint-Jean-de-Passy.
À l'opposé de beaucoup d'autres quartiers de Paris, la population a augmenté depuis les années 1930. Les immeubles sont habités par une population conservatrice avec une forte implantation catholique et très aisée, comprenant de nombreux membres de professions libérales, médecins, architectes, avocats, experts-comptables, professions para-médicales dont beaucoup ont leur cabinet près de leur logement.

## Bâtiments remarquables et lieux de mémoire
- Cette voie rejoint la rue Berton, en contrebas, à la fois par le réseau viaire traditionnel et par un escalier, décrit comme « très étroit et très raide » par le poète Guillaume Apollinaire[8].

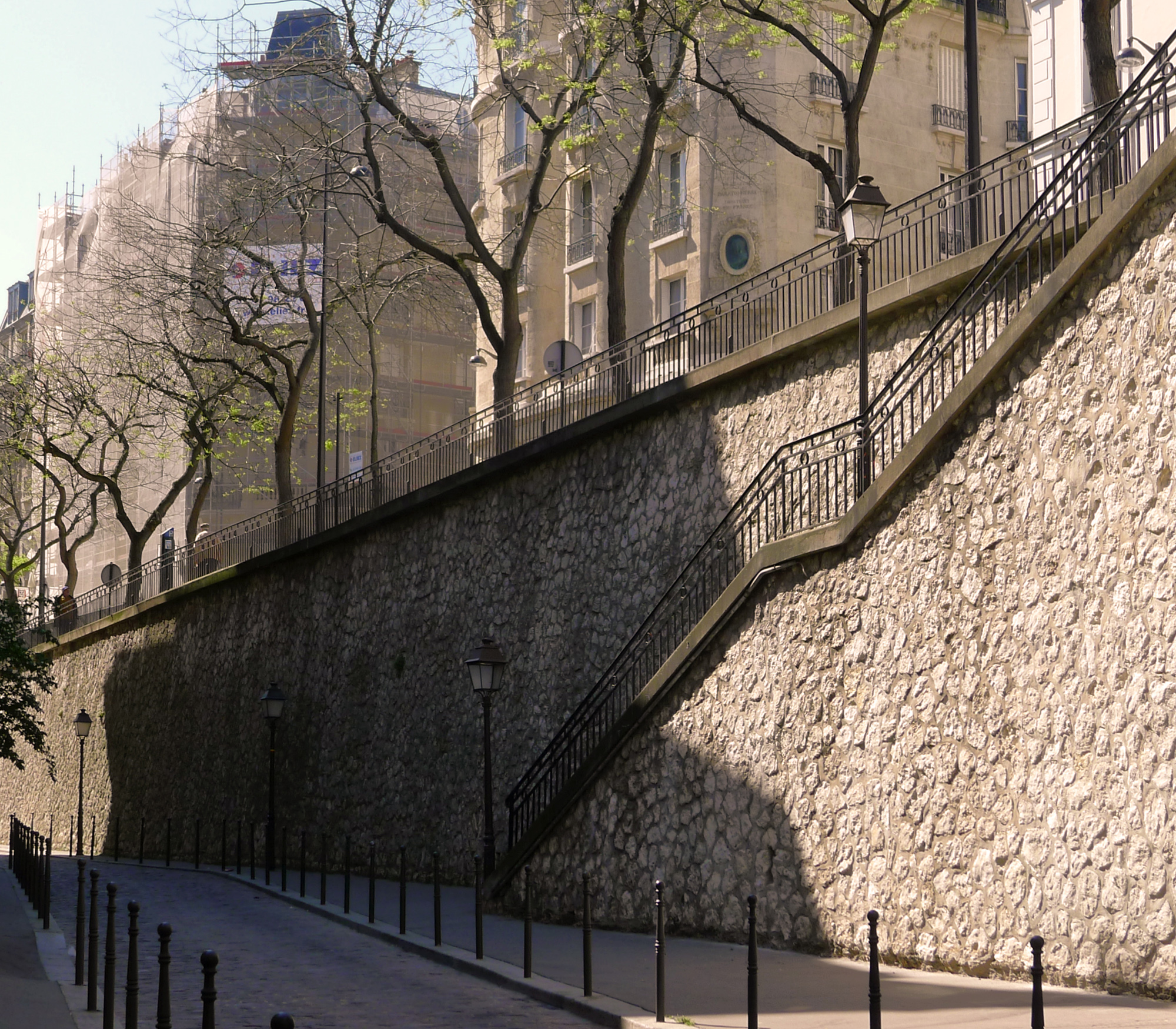
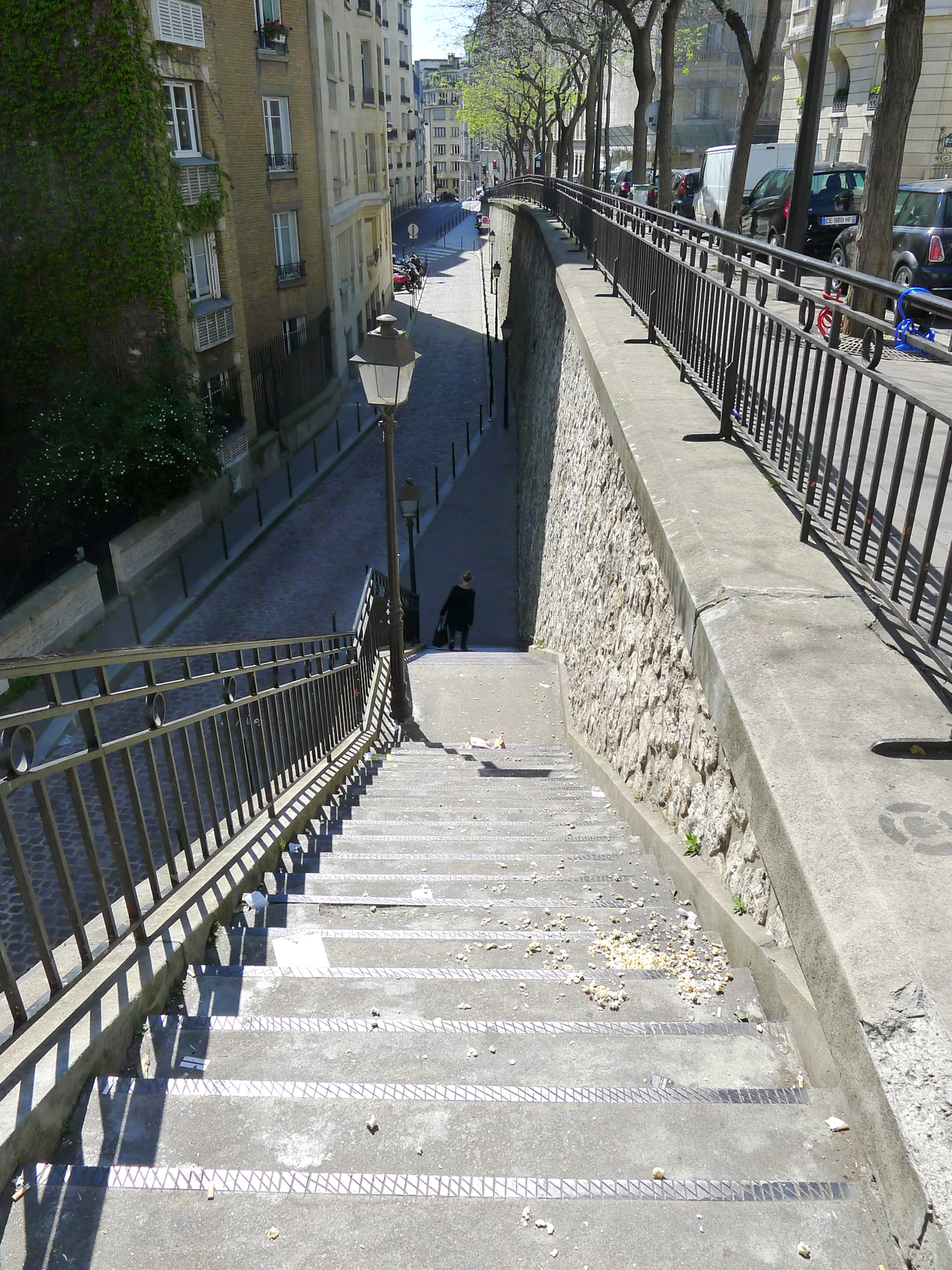
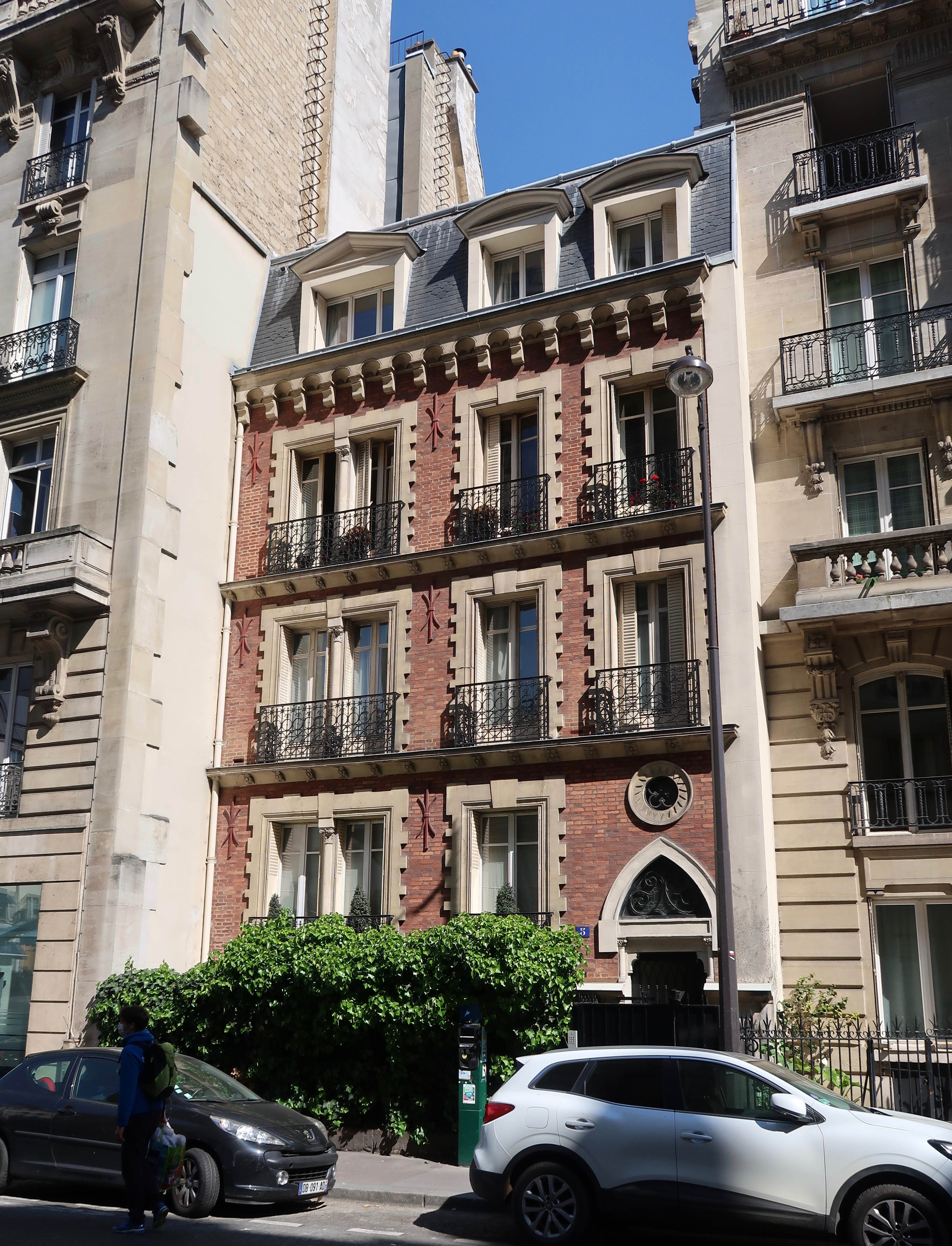
No 5.

- L’écrivain Emmanuel Carrère, alors lycéen, a habité rue Raynouard plusieurs années à un numéro indéterminé[9].
- No 5 : à cet endroit jaillissait une source, qui était exploitée aux XVIIIe et XIXe siècles (cf. Eaux de Passy). Antoine Lavoisier, Benjamin Franklin, Turgot et Jean-Jacques Rousseau y sont allés en cure[10]. Depuis 1899 (?) s'élève à cet emplacement un hôtel particulier néogothique de trois étages dû à l'architecte Louis Salvan[11].
- Nos 13-17 : immeuble classé Julien et Duhayon. Édifié en 1931 par les architectes Marcel Julien et Louis Duhayon[12] (également bâtisseurs du Royal Monceau et du Plaza Athénée), ce vaste ensemble Art déco d'appartements de luxe s'articule comme un hôtel particulier autour d'une cour-jardin bâti comme un belvédère sur la Seine.
À cet emplacement se trouvait auparavant une propriété allant jusqu'au quai de Passy. Elle appartient successivement au président de la Chambre des comptes Charles Bailly (1603), au receveur des finances à La Rochelle Pierre Dodun (1692), à son gendre Fontanieu, trésorier de la marine (1704), au marquis de Bully (1724), au receveur général aux consignations Baillan de Jouy, dont la femme a une liaison avec Benjamin Franklin (1770), puis à l'inspecteur des guerres Chauveau (1787). En 1725, les Anglais May et Mayer y installent une machine à vapeur élévatoire d'eau[13], industrie reprise à la fin du siècle par les frères Périer[14].

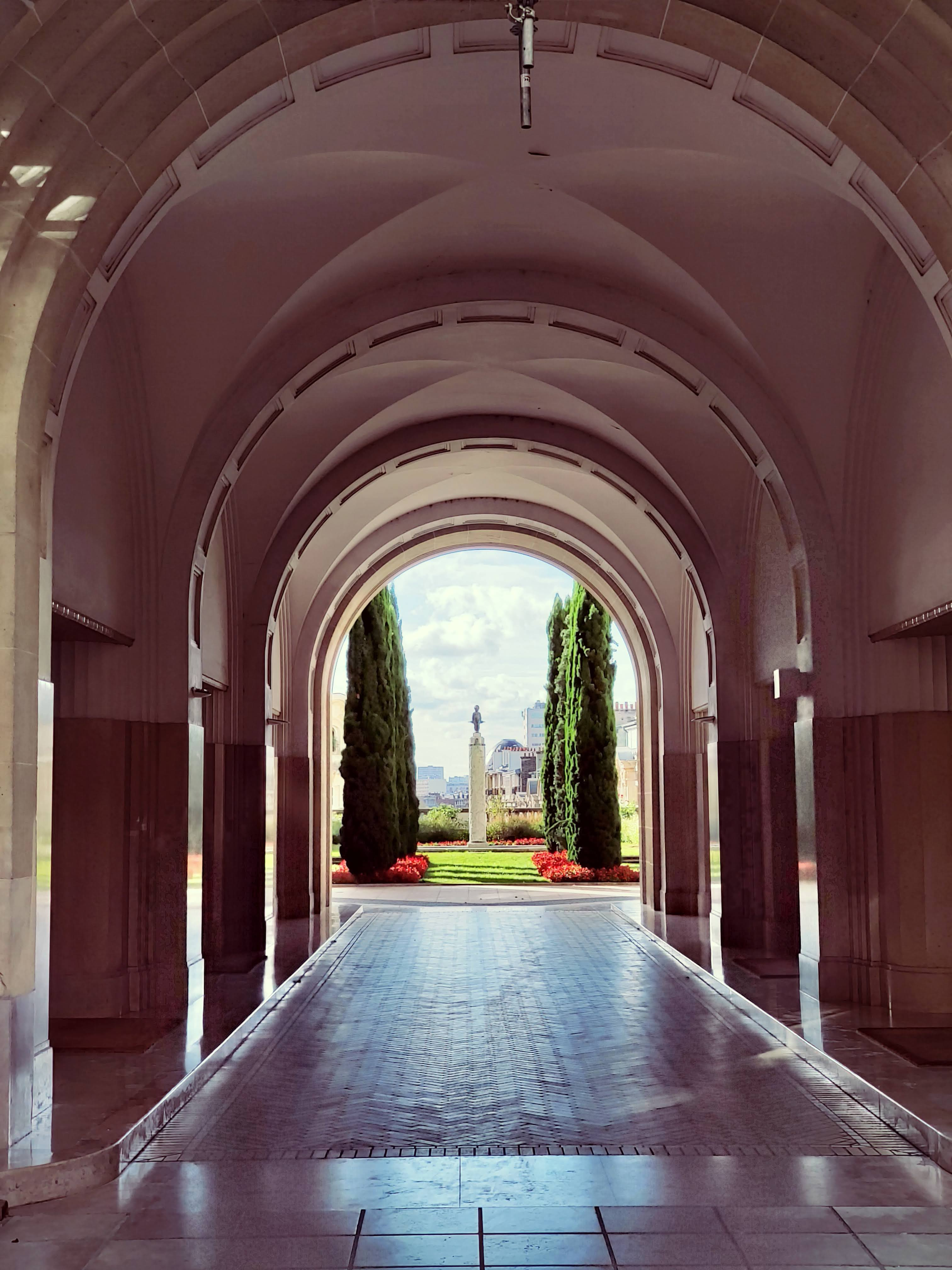
No 15.

- Nos 16-20 : entrée du square Raynouard, voie privée, dû à l'architecte Albert Vêque (1913).
- Nos 19-21 : à cet endroit se trouvait autrefois la propriété de la famille Delessert (Benjamin Delessert notamment), qui acquit progressivement plusieurs terrains, à partir de la fin du XVIIIe siècle. Cet immeuble édifié en 1952 est le plus récent de ceux surplombant le parc de Passy.
- No 24 : hôtel Chernoviz, détruit en 1906[14]. Pierre-Louis-Napoléon Chernoviz y a été propriétaire de 1855 à 1905. Remplacé par un immeuble de 1924. Au coin de la rue actuellement à son nom. L'architecte Art déco Henri Dubouillon (1887-1966) y eut son cabinet d'architecte après la Seconde Guerre mondiale.

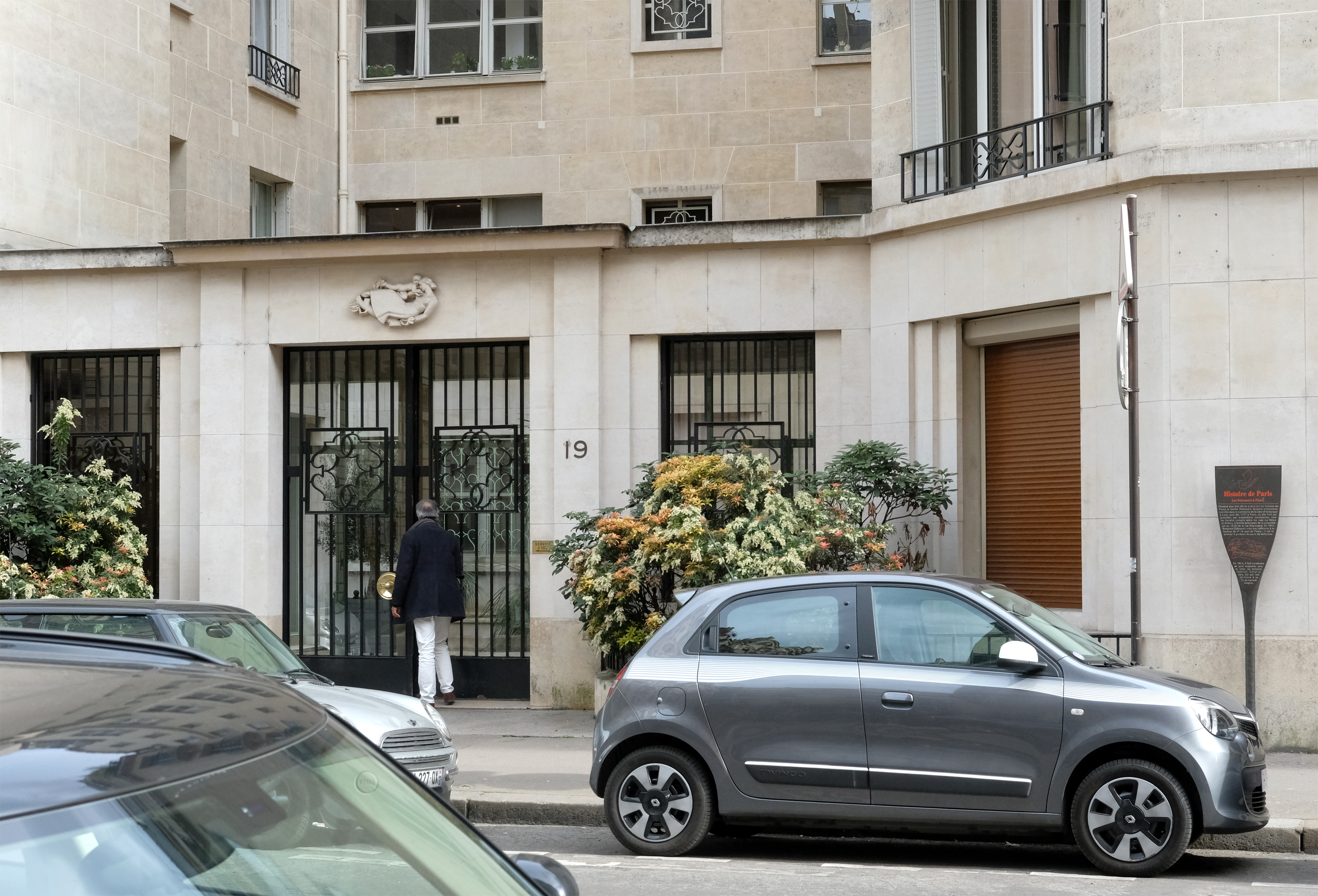
No 19 avec un panneau Histoire de Paris.

- No 21 : une plaque en anglais rappelle que l'American Field Service eut son siège à ce niveau (bâtiment d'origine remplacé) pendant la Première Guerre mondiale.

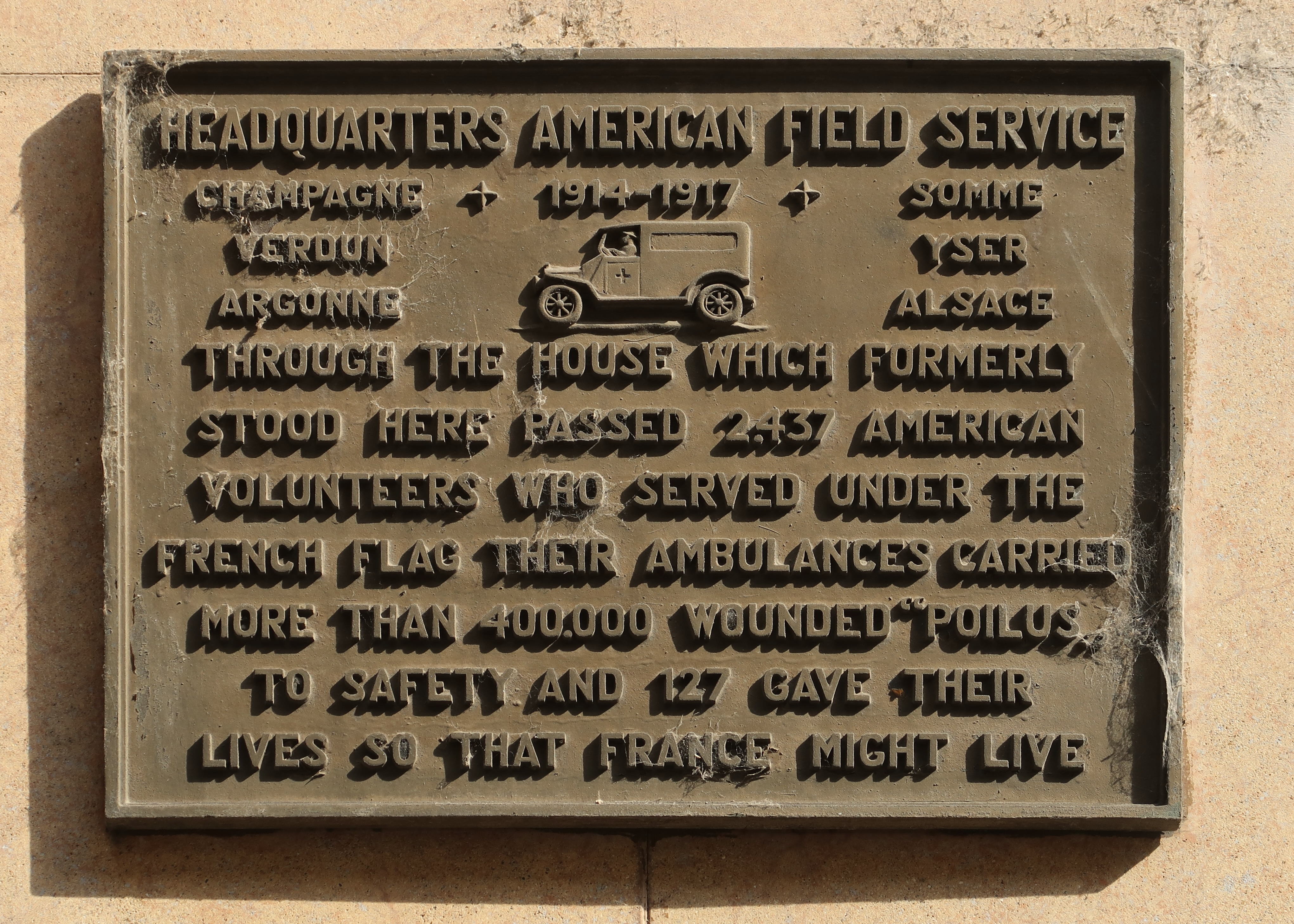
Plaque au no 21 rendant hommage à l'American Field Service.

- No 21-25 : immeuble de 1933 construit par l’architecte Léon Nafilyan[15]. Non signé.
- No 27 : ancien emplacement de l'hôtel Lauzon, acheté par le banquier et homme politique François Delessert[16].

Avenue du Parc-de-Passy, voie en escalier.
- No 37 : immeuble de 9 étages composé d’une surélévation moderne (1976) posée sur une structure ancienne ; architectes : Raymond Ichbiah et Lionel Schein[17]. L’homme de lettres et journaliste Louis Ratisbonne (1827-1900) a longtemps vécu à cette adresse[18].
- No 40 : presbytère de l'église Notre-Dame-de-Grâce de Passy, construit au XVIIe siècle, agrandi en 1827 et restauré en 1843[13].

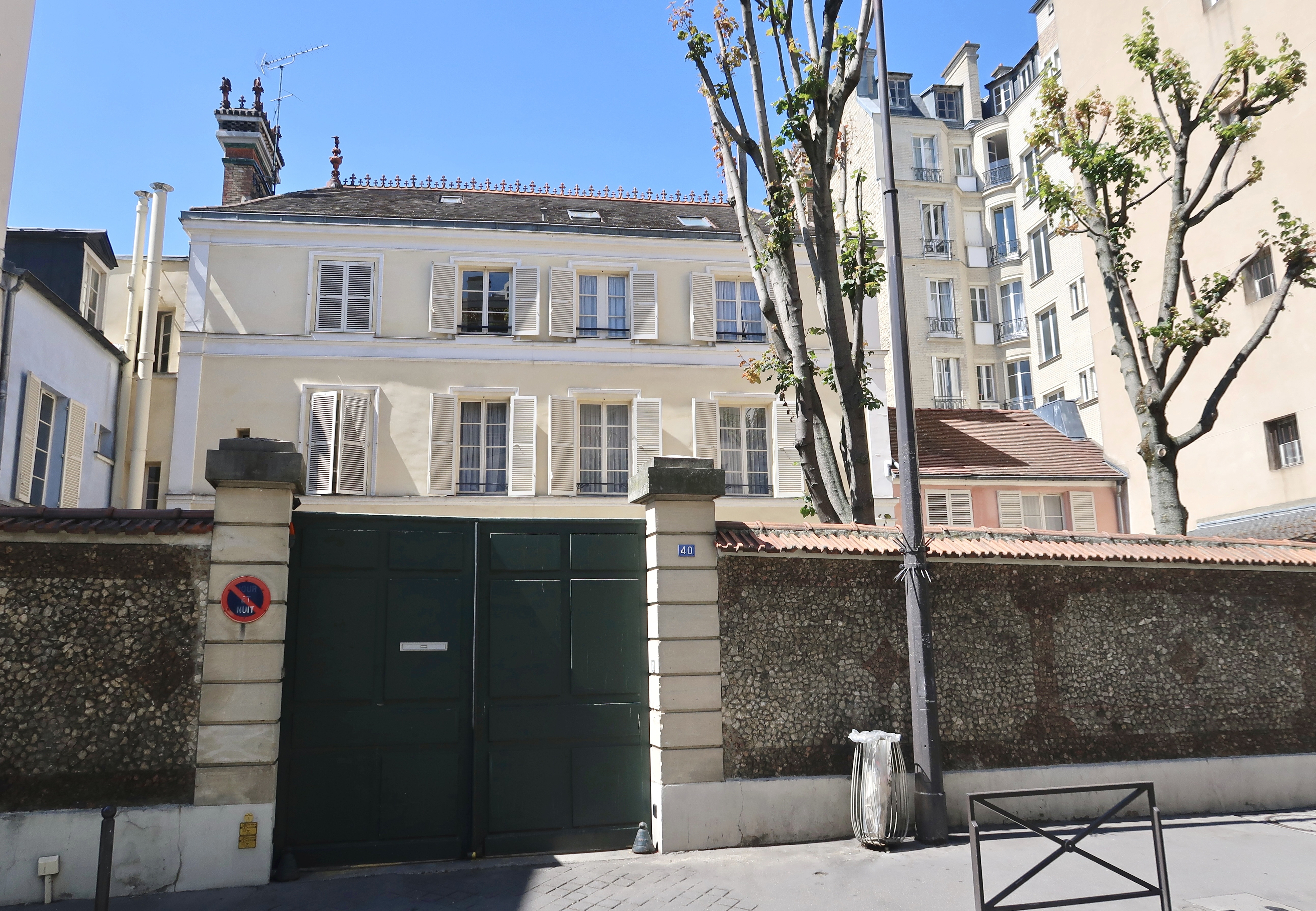
Le no 40.

- No 42 : demeure du chansonnier Pierre-Jean de Béranger entre 1833 et 1835[19],[20].
- No 43 : immeuble construit par le groupe de l'Œuf en 1968-1970, à la place d'un hôtel particulier du XIXe siècle[14].

- No 45 : c'est à cette adresse qu'est domicilié un temps l'architecte de la ville de Paris Louis Faure-Dujarric.
- No 47 : en contrebas de l'entrée du no 47 se trouve l'ancienne Maison de Balzac aujourd'hui transformée en musée ; on y accède par son second étage tandis que, deux étages plus bas, on se retrouve au niveau d'une cour donnant sur la rue Berton.

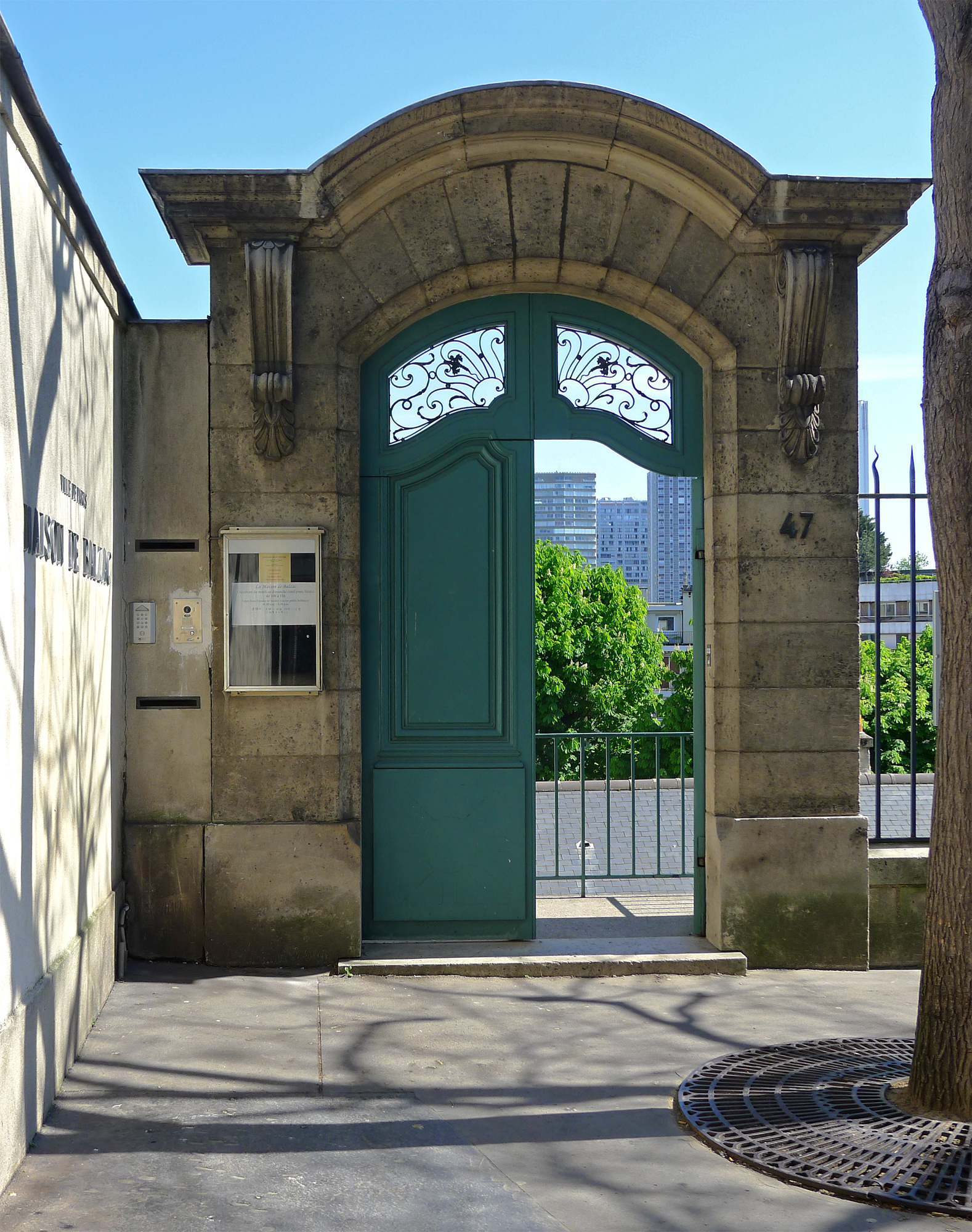
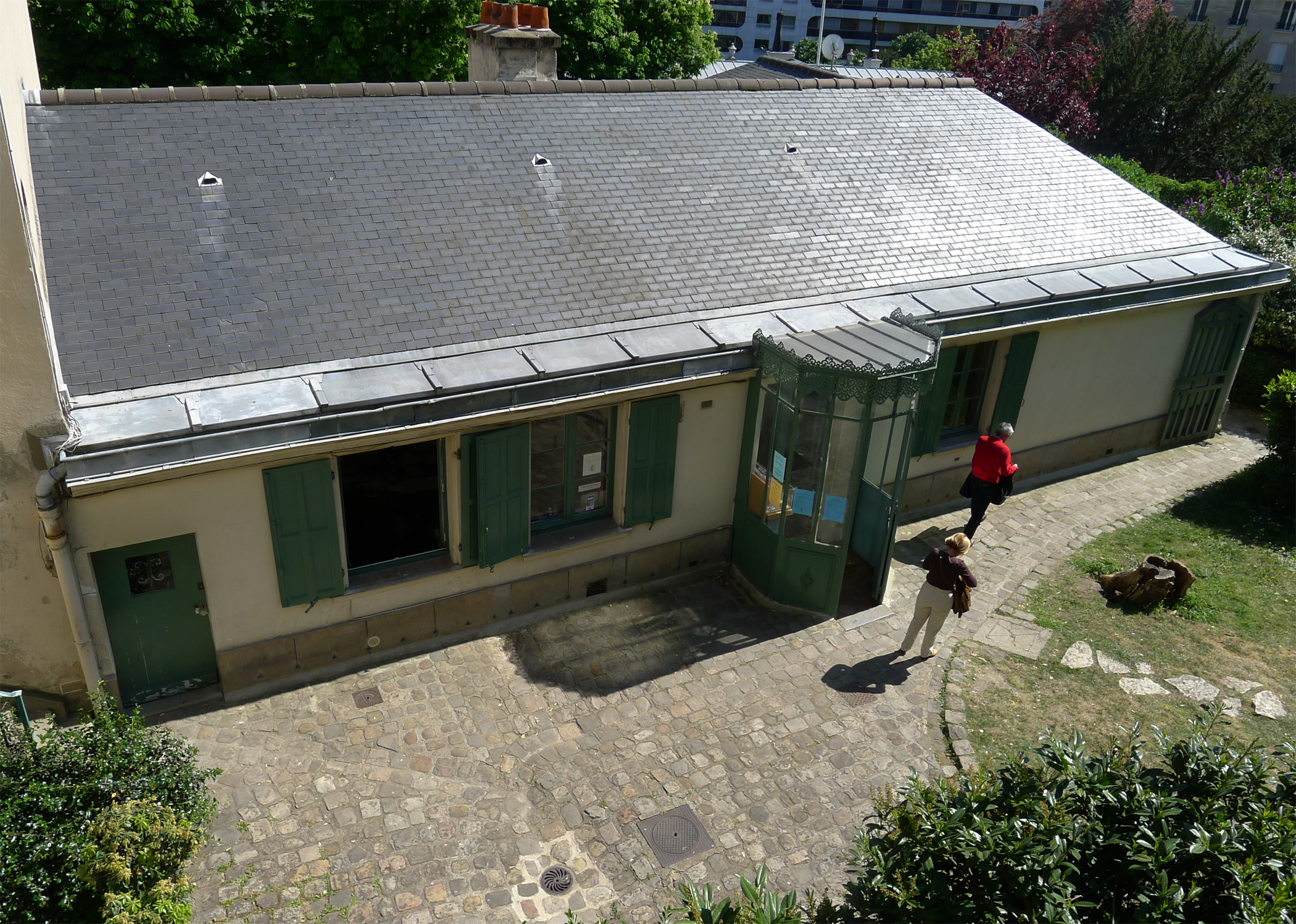

- No 50 : salle Balzac Cinéma, ouverte en 1911 et fermée vers 1923[21].

Siège de la Fédération française de Scrabble.
- Nos 51-55 : immeuble construit par Auguste Perret et son frère, qui est encore considéré de nos jours comme un joyau architectural. Il est d'ailleurs le siège de l’Union internationale des architectes (UIA).
- No 60 : école maternelle et primaire Saint-Jean-de-Passy. Dans les années 1970 s'y trouvait l'Institut des Petites-Sœurs-de-Jésus-du-père-de-Foucauld[14].
- No 62 : emplacement d'un ancien pavillon dépendant de l'hôtel de Valentinois, où vit Benjamin Franklin de 1777 à 1785. Y menant des expériences sur l'électricité, il installe le premier paratonnerre construit en France (inscription sur la façade de l'immeuble formant l'angle avec la rue Singer et panneau de la ville de Paris)[22]. Le vaudevilliste Théophile Marion Dumersan y vit entre 1820 et 1835 et le vaudevilliste Nicolas Brazier vers 1825[13].
- Nos 64-70 : ancien emplacement de l'hôtel de Valentinois, détruit entre 1905-1909[13].
- Nos 68-70 : le 17 février 1978, des explosions au gaz endommagent ces immeubles et ceux du 1 avenue du Colonel-Bonnet et du 28 avenue de Lamballe, faisant douze morts[14].

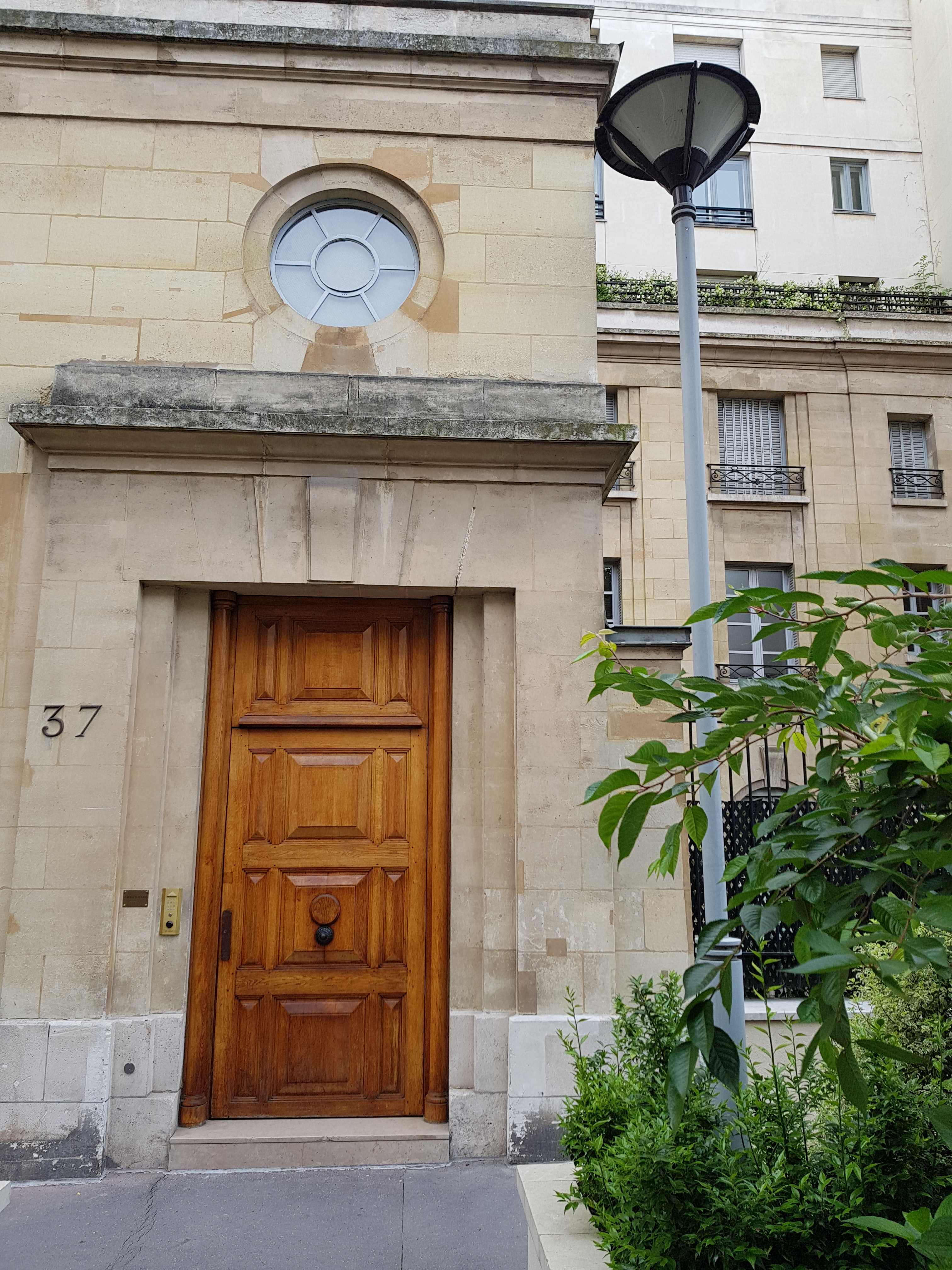
No 37.
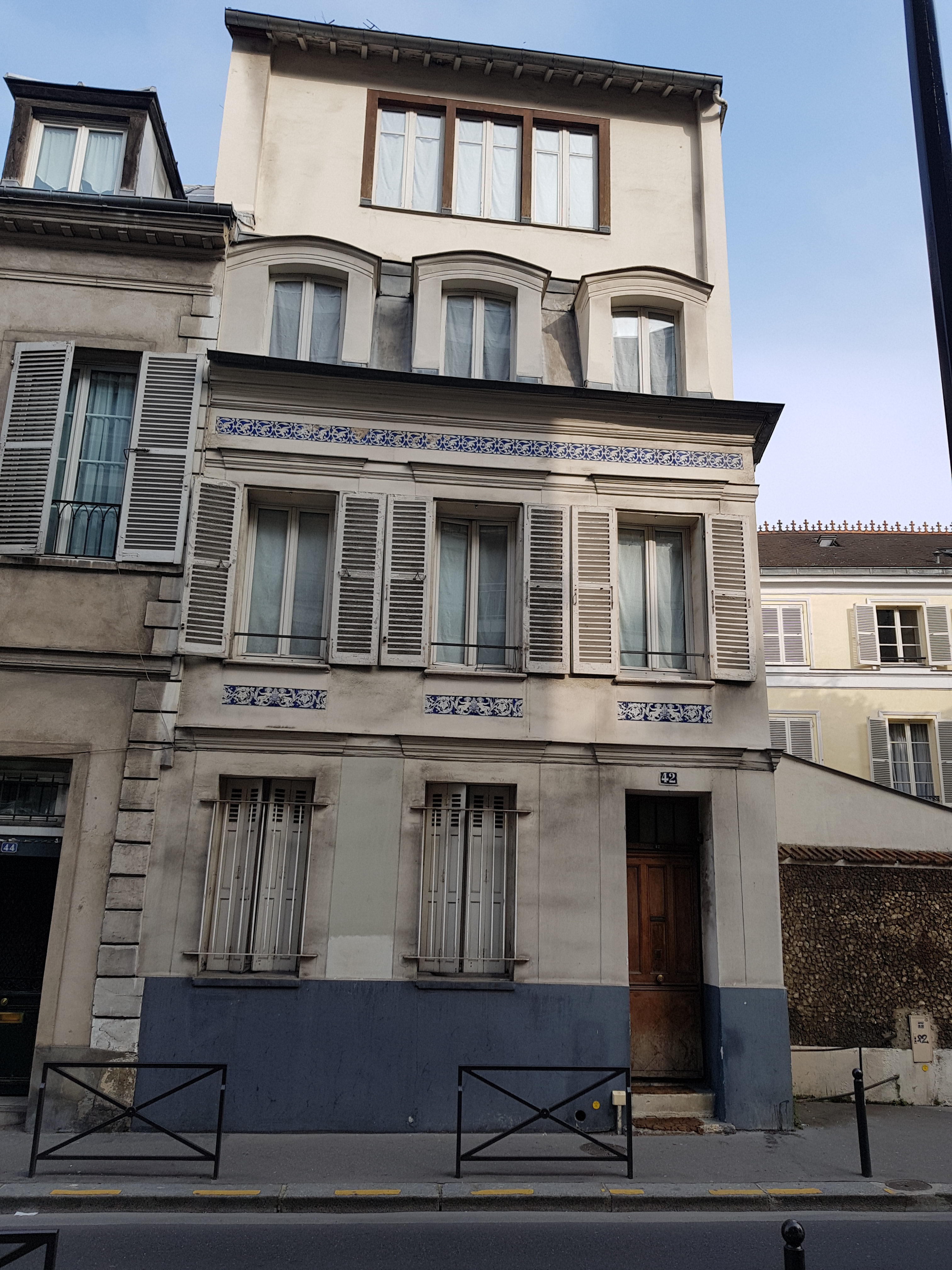
No 42.
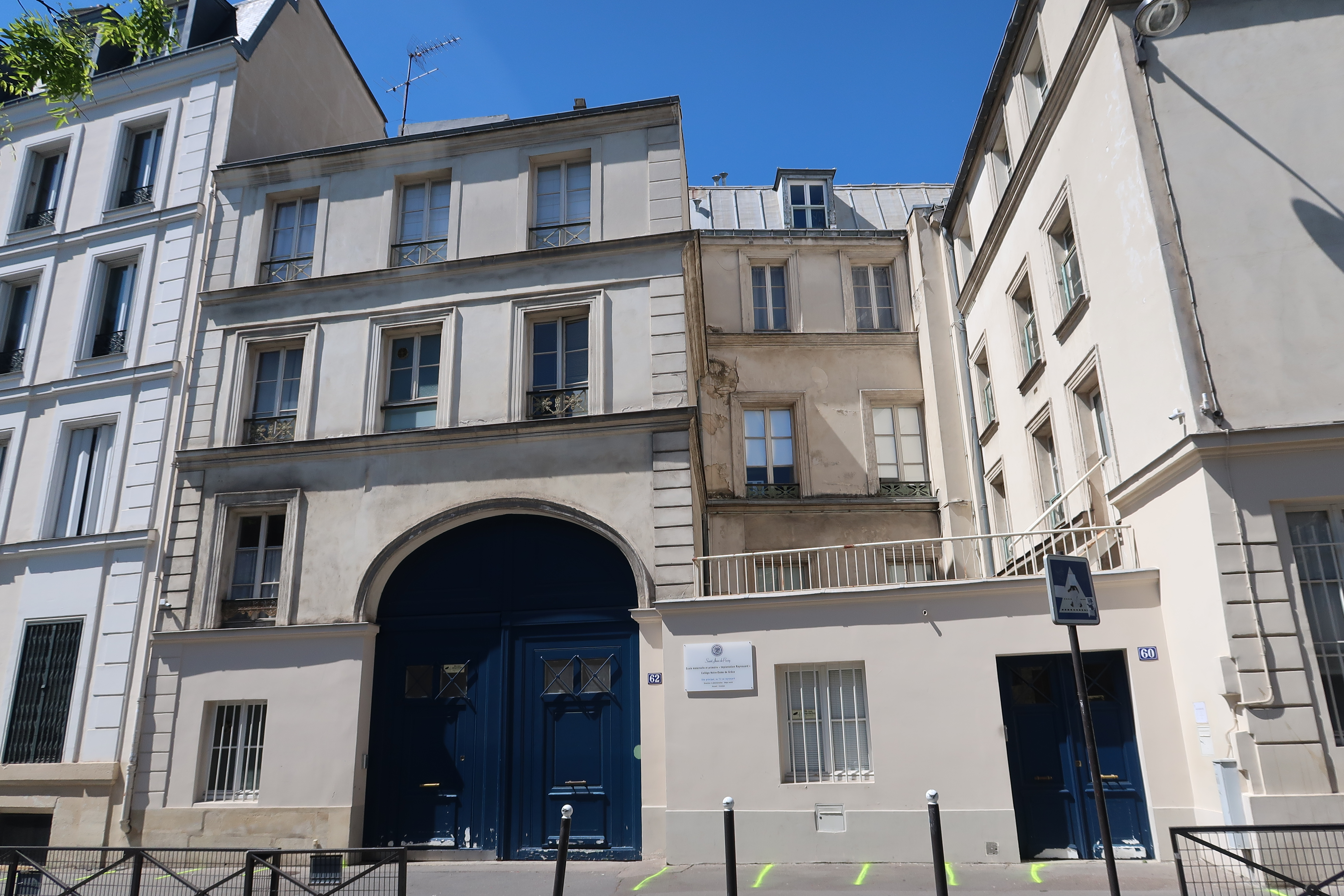
No 60.
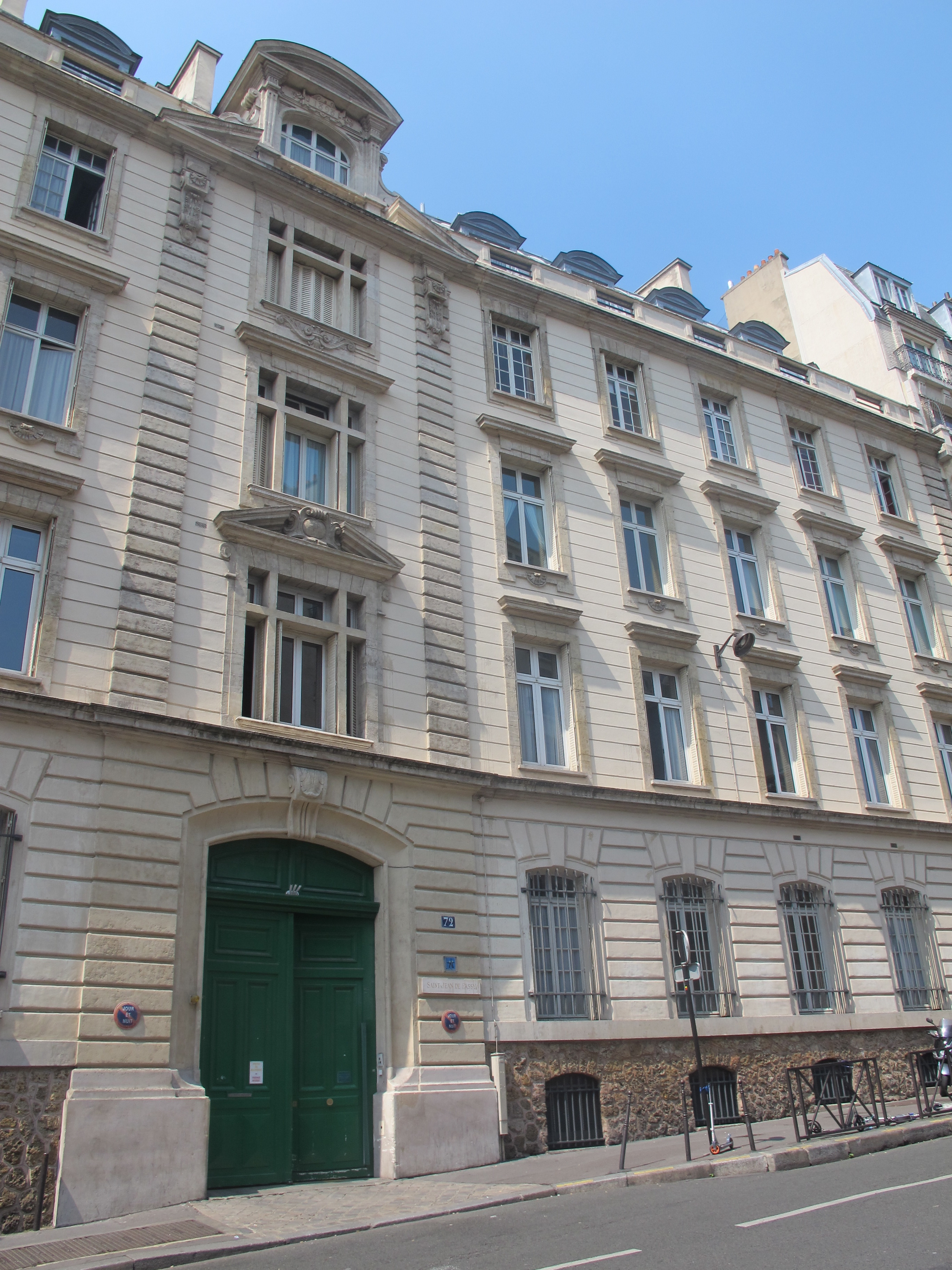
No 72.
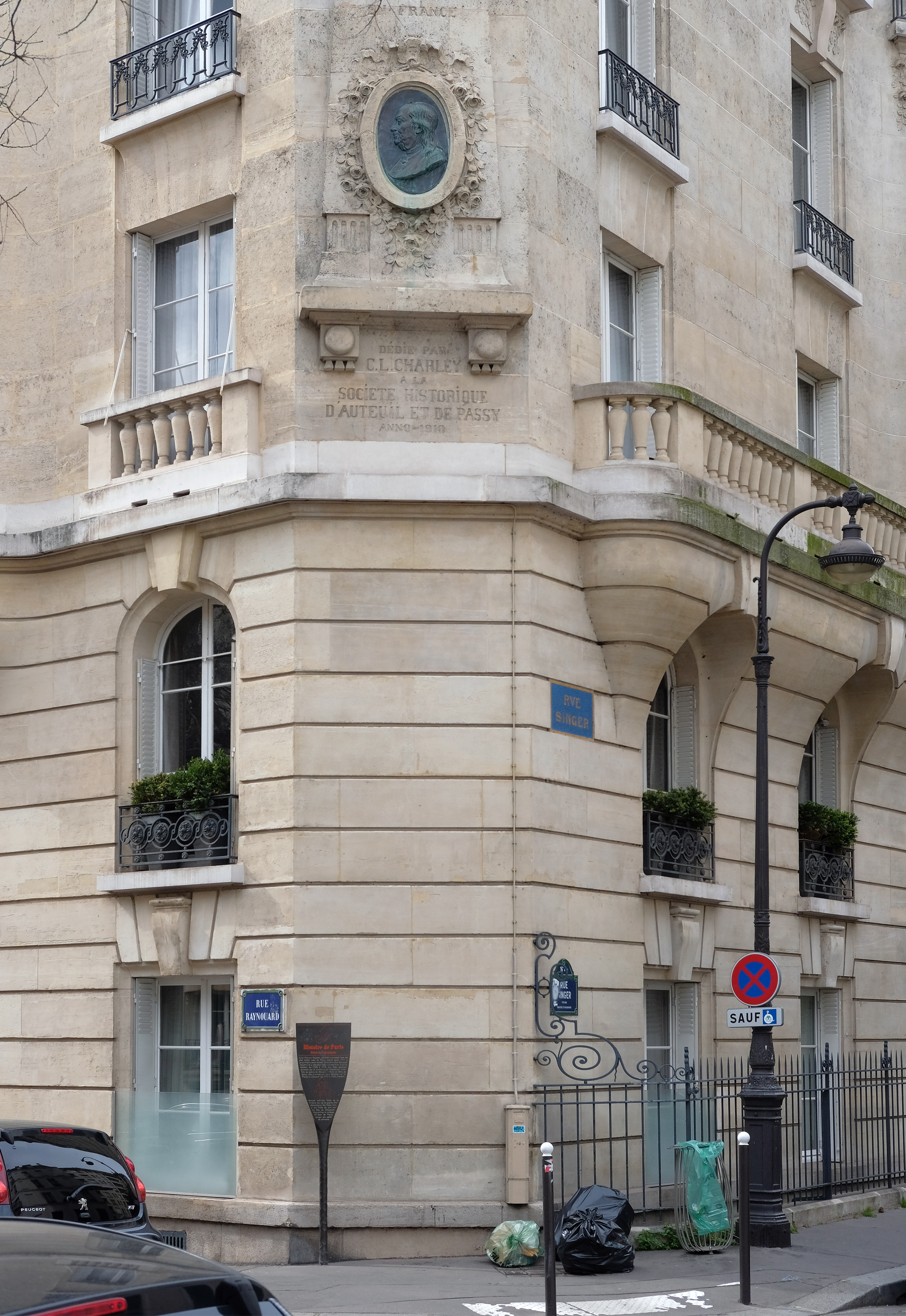
Panneau Histoire de Paris.
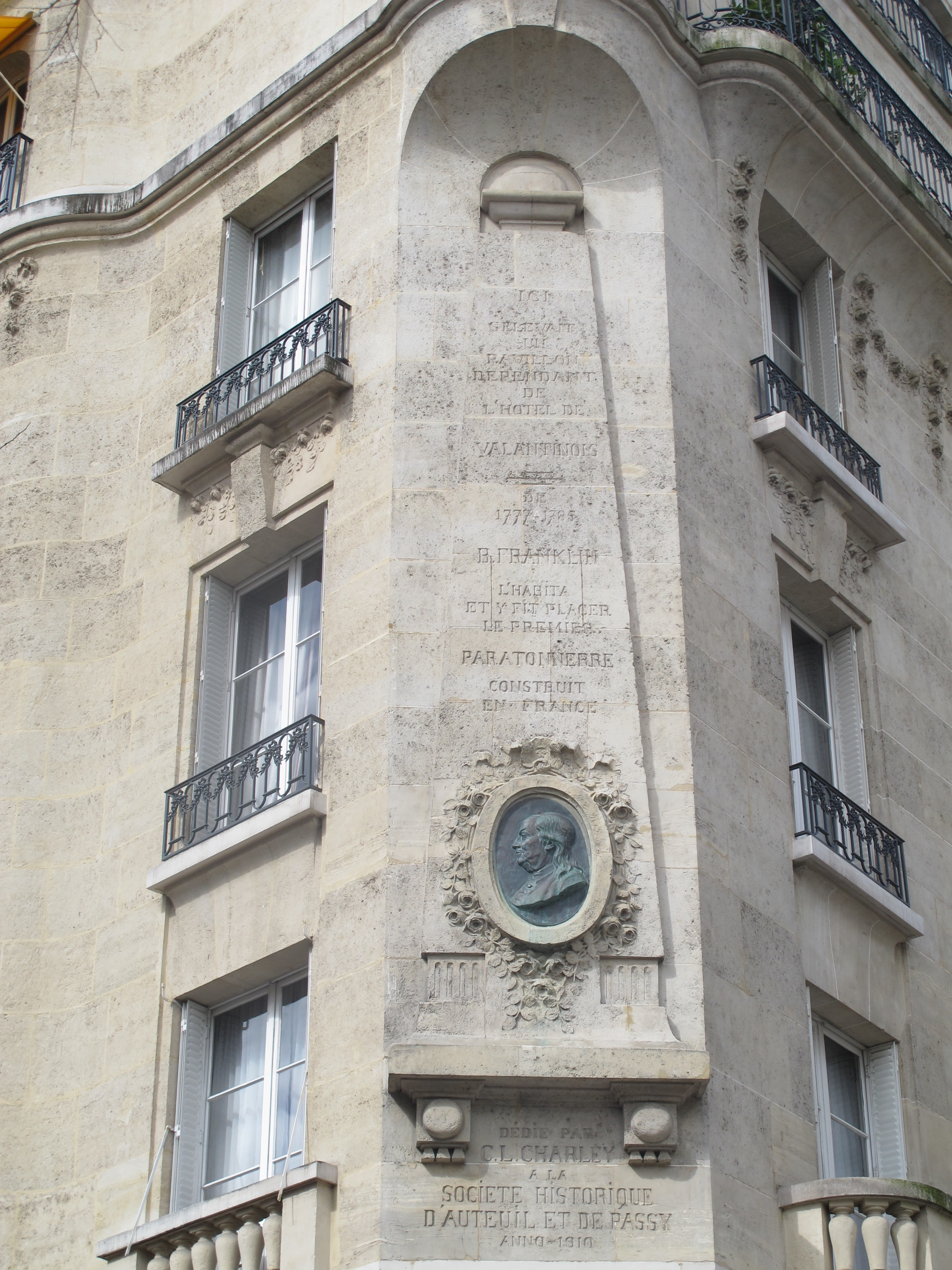
Dédicace murale à la Société historique d'Auteuil et de Passy (1910).
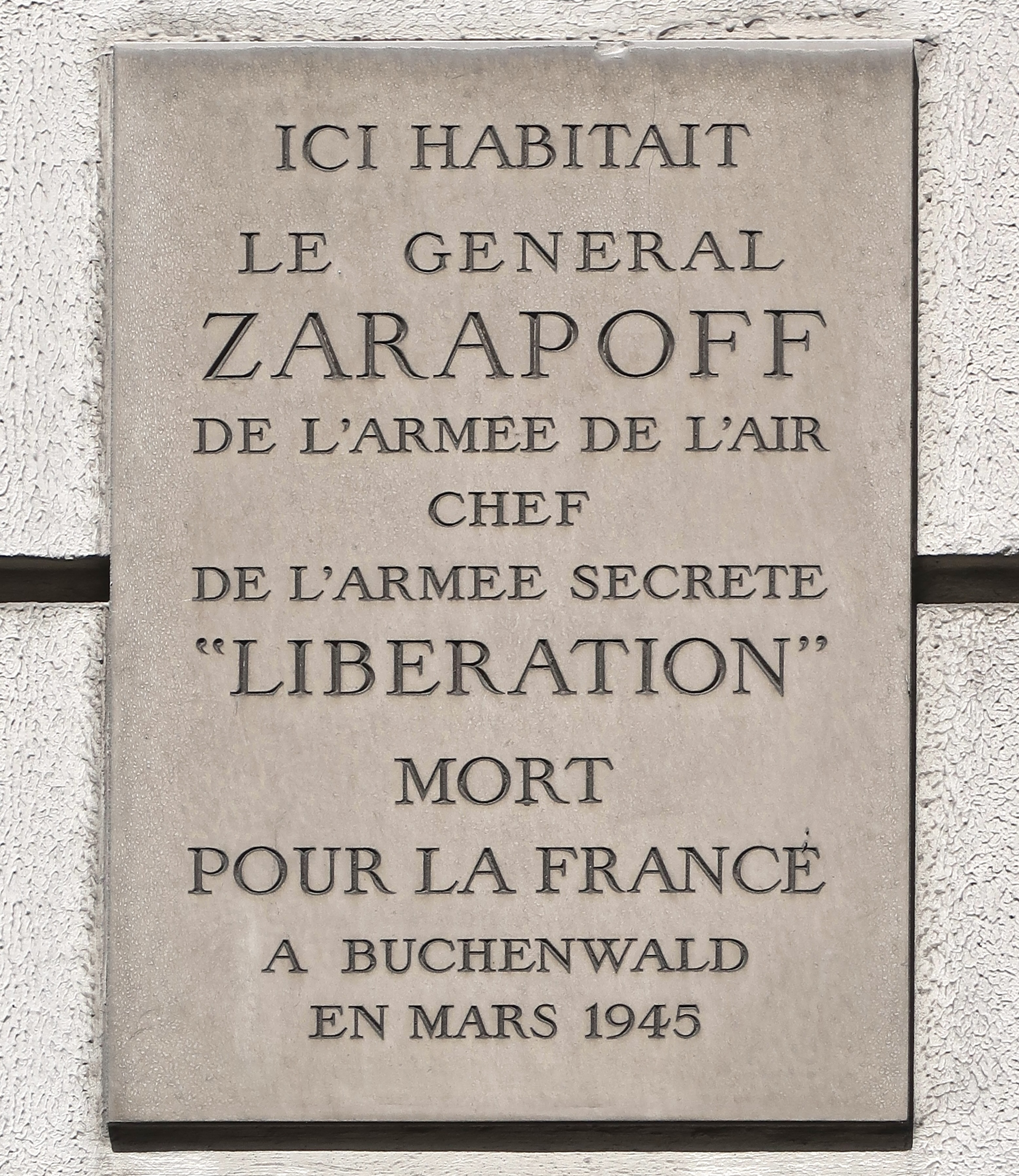
Plaque no 74.
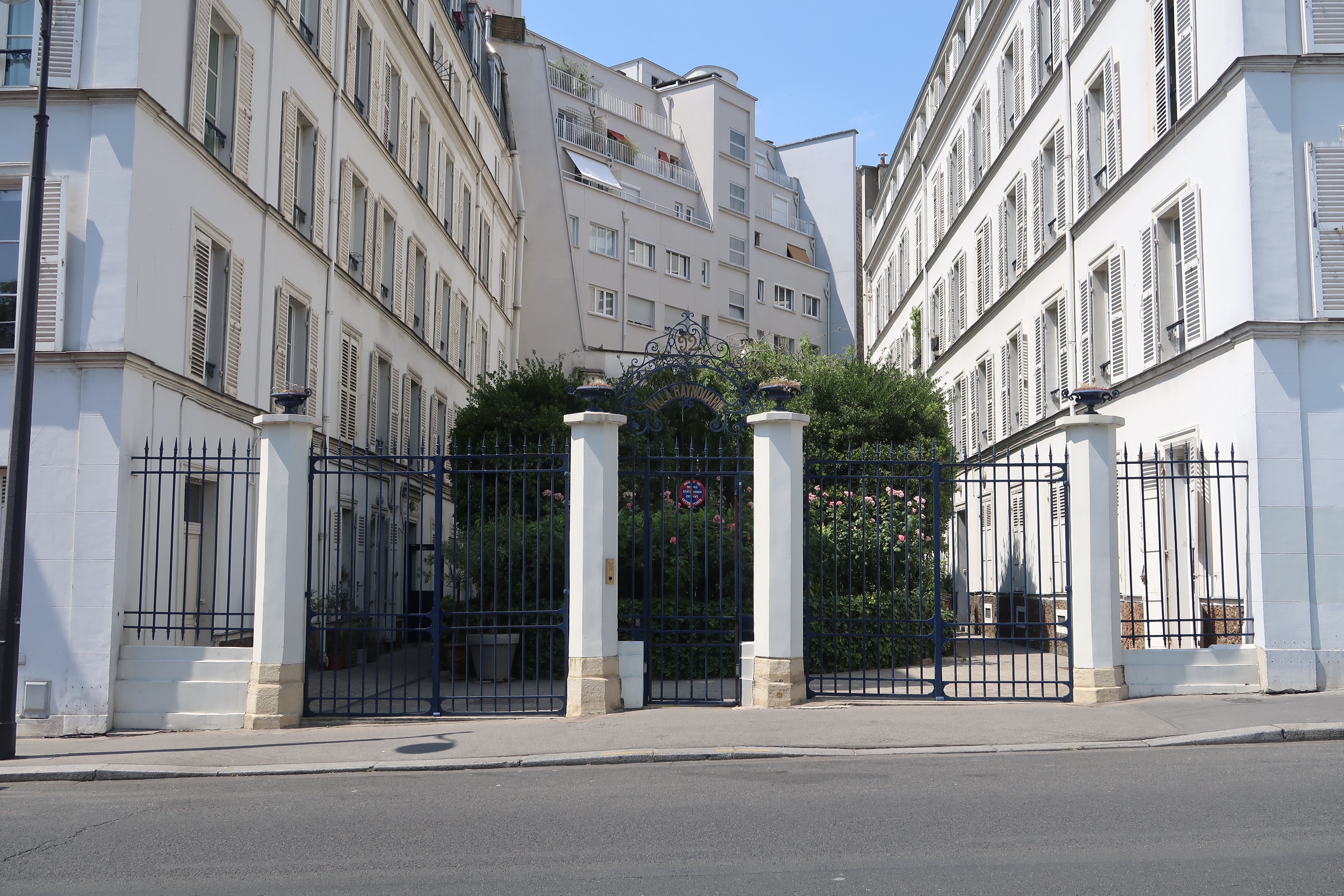
No 92 : villa Raynouard.
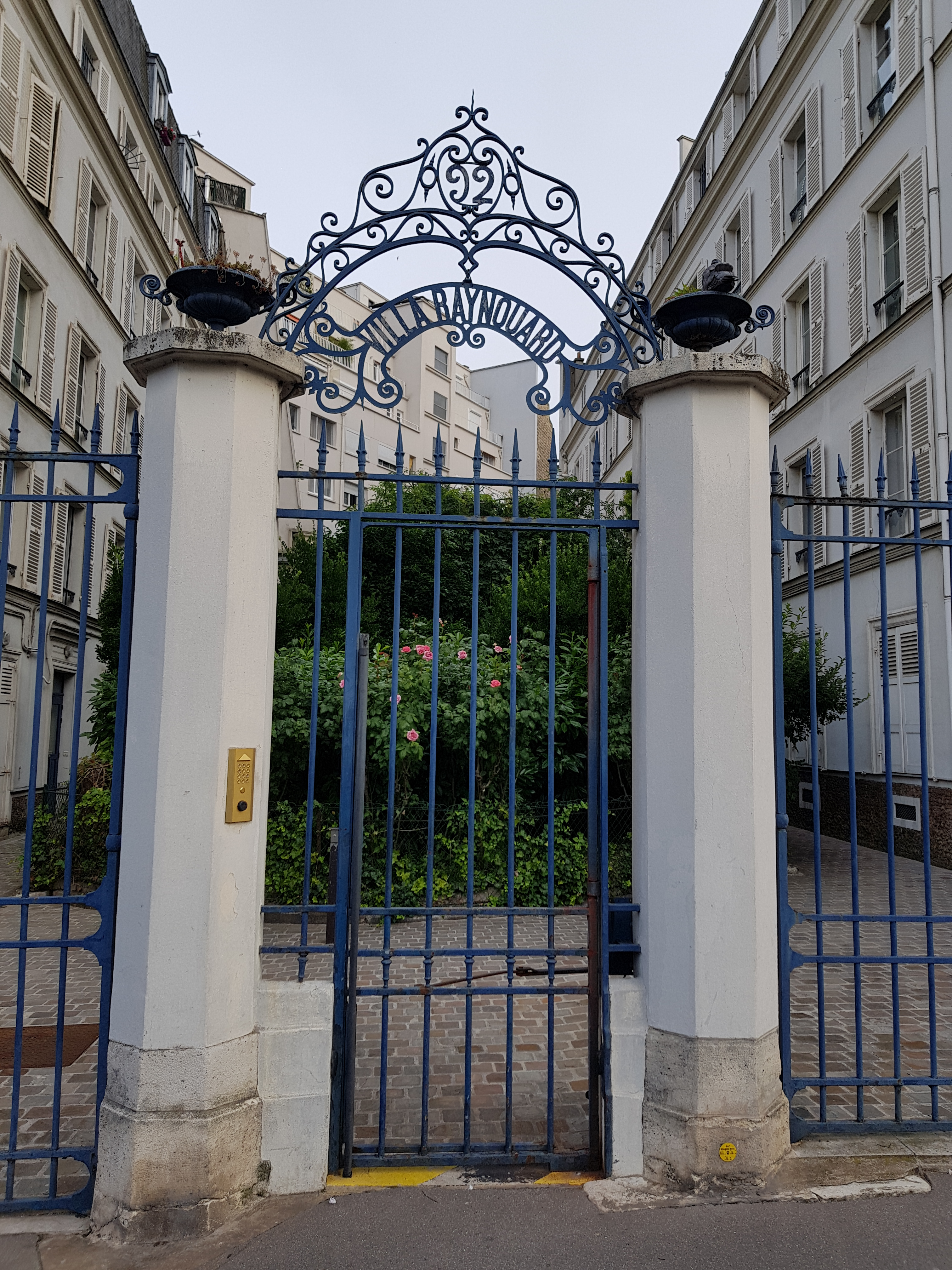
Entrée de la villa.

- No 72 : lycée Saint-Jean-de-Passy.
- No 74 : à cette adresse vivait le général Zarapoff de l'Armée de l'air, chef de l'Armée secrète Libération, mort pour la France à Buchenwald en mars 1945. Une plaque lui rend hommage[23].
- No 90 : le coureur cycliste Amedeo Polledri (1890-1918) y est né.
- No 92 : villa Raynouard, résidence fermée. À ce niveau se trouvait la maison où Julien Green vécut entre 1903 et 1906[24].
- De 1940 à 1946, l'Institut Saint-Georges, un établissement destiné aux enfants de Russes blancs, y est installé.
- Le 16 juillet 1943, Marie-Madeleine Fourcade (1909-1989) y préside (à quel numéro ?) une réunion du réseau Alliance.

## Dans la littérature
Dans Le Flâneur des deux rives (1918), Guillaume Apollinaire écrit : « Lorsque je m’installai à Auteuil en 1909, la rue Raynouard ressemblait encore à ce qu’elle était du temps de Balzac. Elle est bien laide maintenant ».
Dans le roman de Louis Aragon Aurélien (1944), le couple Barbentane est domicilié rue Raynouard. Dans La Fin de Chéri de Colette, c'est dans un appartement de cette même rue qu'est installée Léa, la maîtresse de Chéri, lors de sa dernière visite après la Première Guerre mondiale. Le climat moral, le ton ainsi que le contexte historique des deux livres sont proches, et Aragon mentionne dans sa préface l'influence de Colette sur son roman. « L’escalier passa sous les pieds de Chéri ainsi que le pont qui soude deux songes, et il retrouva la rue Raynouard qu’il ne connaissait pas. Il remarqua que le ciel rose se mirait dans le ruisseau gorgé encore de pluie, sur le dos bleu des hirondelles volant à ras de terre, et parce que l’heure devenait fraîche, et que traîtreusement le souvenir qu’il emportait se retirait au fond de lui-même pour y prendre sa force et sa dimension définitives, il crut qu’il avait tout oublié et il se sentit heureux ».
Maurice Leblanc a souvent mentionné la rue Raynouard (813, Les confidences d'Arsène Lupin, Le triangle d'or). Sa sœur Georgette y a vécu avec Maurice Maeterlinck en 1900.
Tatiana de Rosnay a écrit une nouvelle intitulée La Brune de la rue Raynouard, publiée dans son recueil Son carnet rouge (Héloïse d'Ormesson, 2014).

## À proximité
- Musée du Vin
- Maison de Radio France
- Pont de Bir-Hakeim